# Calanda
Calanda es un municipio y localidad española de la provincia de Teruel, en la comunidad autónoma de Aragón. Ubicado en el sistema Ibérico, pertenece a la comarca del Bajo Aragón. Cuenta con una población de 3678 habitantes (INE 2024). La villa, situada a los pies del sistema Ibérico, está regada por los ríos Guadalope y Guadalopillo. Su extensión es de 112,25 km².

## Toponimia
Su nombre actual se deriva del poblado celtíbero que se asentó sobre la población con el nombre de Kolenda.[cita requerida]

### Nombres de Calanda a través de los tiempos
| Año         | Durante la dominación...                      | Desde...                                            | Nombre  |
| ----------- | --------------------------------------------- | --------------------------------------------------- | ------- |
| c. 332-409  | ...romana                                     | Constantino                                         | Colenda |
| c. 428-572  | ...visigoda                                   | hasta el reinado de Leovigildo                      | Colenda |
| c. 572-711  | ...visigoda (hasta la invasión de los árabes) | Leovigildo                                          | Calenda |
| c. 967-1119 | ...árabe-cristiana                            | hasta la toma de la villa a los moros por Alfonso I | Calanda |

## Geografía

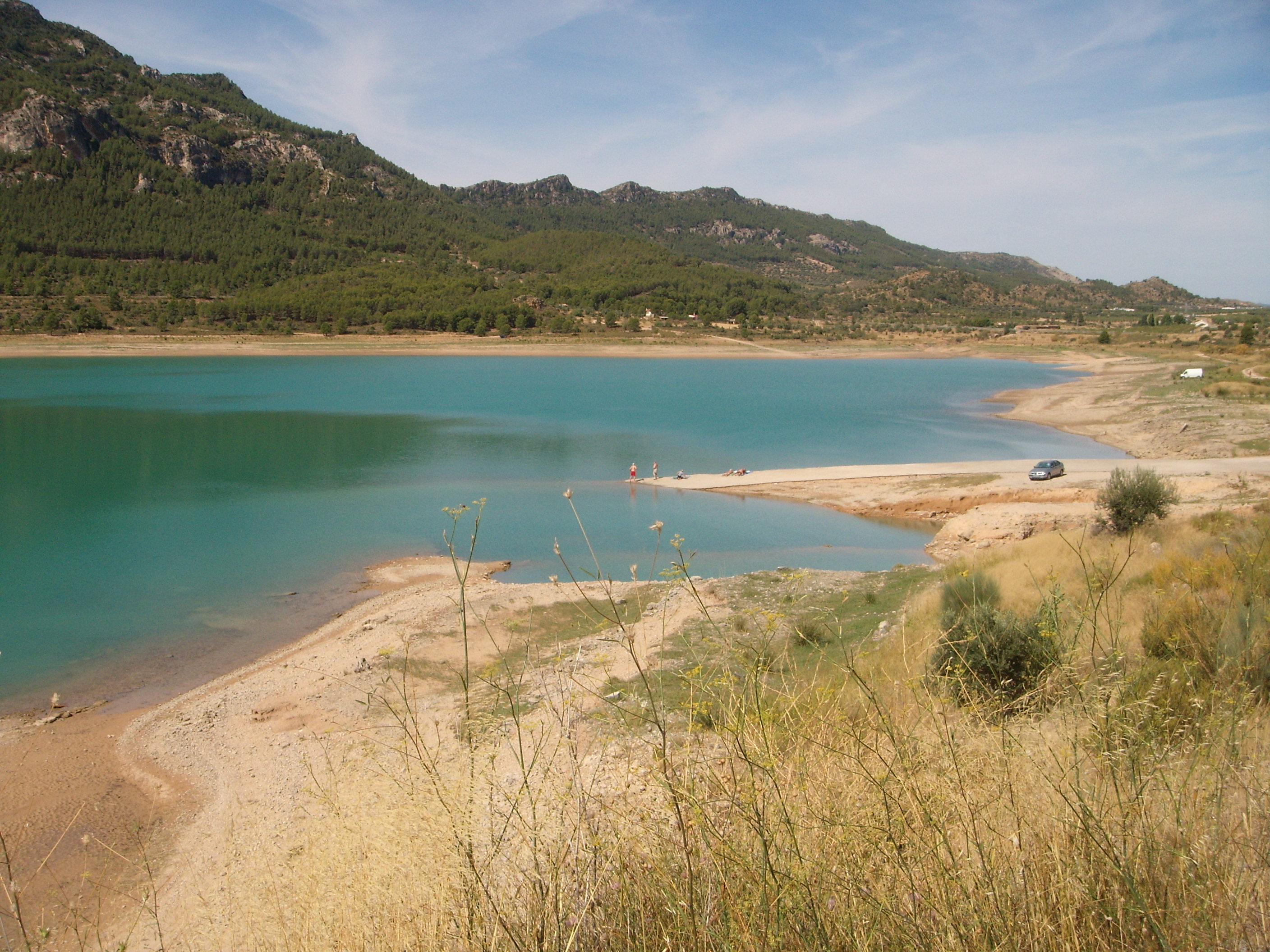
Embalse de Calanda

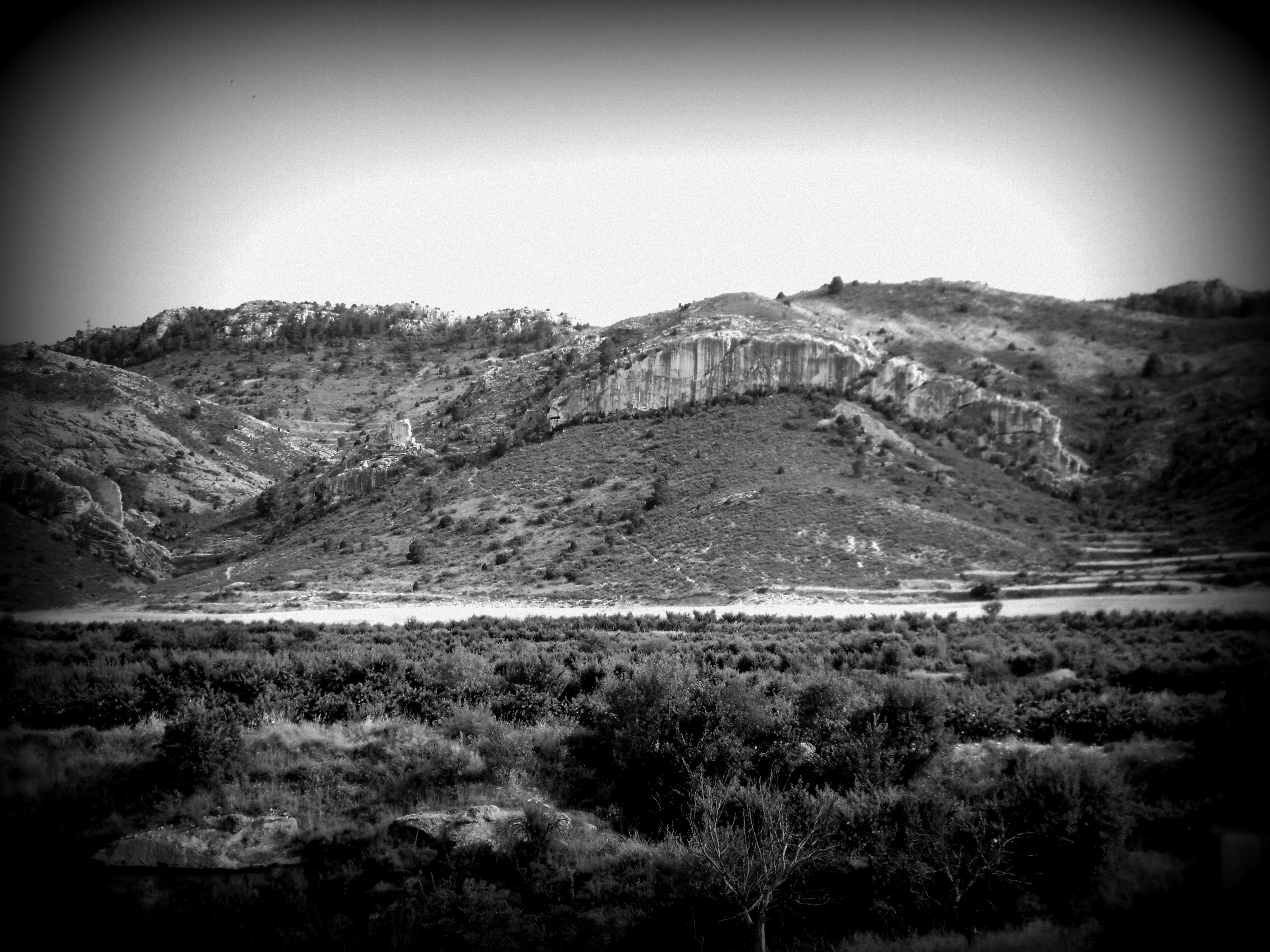
La Clocha, zona montañosa que domina el paisaje de la villa

Integrado en la comarca de Bajo Aragón, se sitúa a 128 km de la capital provincial. El término municipal está atravesado por la carretera N-211 entre los pK 224 y 232, compartiendo trayecto con la N-420. También cruzan el municipio la carretera A-226, que se dirige a Mas de las Matas, y la carretera A-1407, que conecta con Andorra. 
El relieve del municipio está formado por las estribaciones del sistema Ibérico, al que pertenecen la sierra de Peñas Blancas (669 m) y la sierra de la Ginebrosa (835 m), situadas ambas al sur y el sureste y separadas por el embalse de Calanda. Por el norte conecta con el valle del río Guadalope, que cruza el territorio recibiendo las aguas del río Guadalopillo. Destaca además el frondoso pinar del desierto de Calanda, situado al noroeste del pueblo. La altitud oscila entre los 835 m (sierra de la Ginebrosa) y los 380 m a orillas del río Guadalope. La localidad se alza a 466 m sobre el nivel del mar.
| Noroeste: Alcorisa            | Norte: Alcañiz    | Noreste: Alcañiz y Castelserás |
| Oeste: Alcorisa y Foz-Calanda |                   | Este: Castelserás              |
| Suroeste: Foz-Calanda         | Sur: La Ginebrosa | Sureste: Torrevelilla          |

En cuanto a la climatología calandina, los veranos se consideran muy cálidos, con cambios bruscos entre el día y la noche. La media de máxima durante el día suele ser de 33 °C y la mínima de 14 °C. También es relativamente frecuente que por las tardes haya algunas tormentas que en alguna ocasión descarguen piedra.
Los inviernos suelen ser fríos, con una temperatura máxima media de 12 °C y una mínima de -1 °C. Se dan algunas nevadas y abunda la niebla matutina, que en algunas ocasiones permanece durante días, y se producen heladas.
Las precipitaciones son escasas. Tienen una media anual de 350 a 400 mm; con distribución irregular: grandes períodos de sequía y otros, cortos, lluviosos.

## Historia

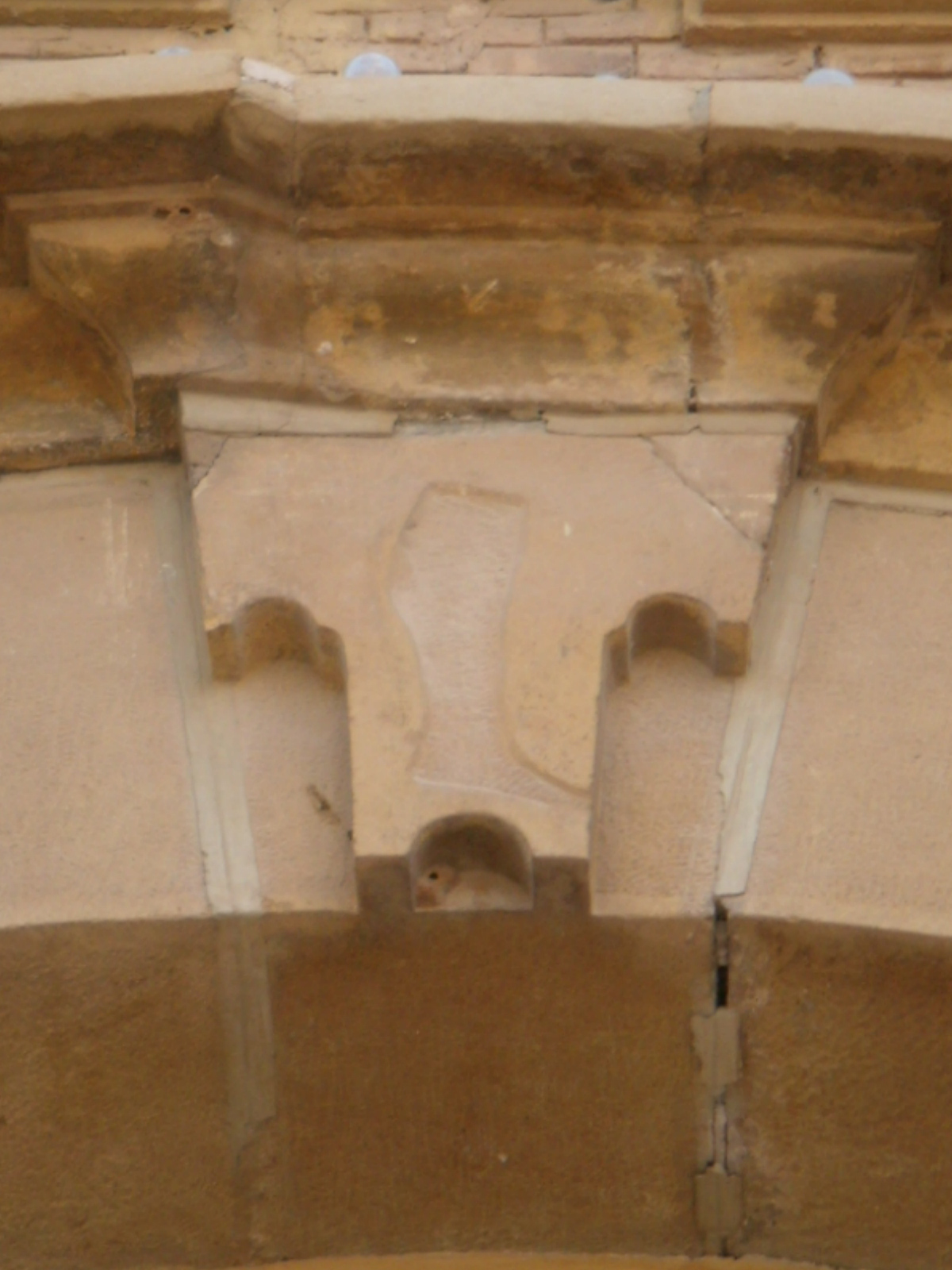
Pierna cortada de Miguel Pellicer, en la clave del arco de la portada del Templo del Pilar de Calanda

Importante huella han dejado los distintos pueblos que habitaron las tierras de Calanda: además de los celtíberos, por aquí pasaron romanos, visigodos y árabes; el origen de la afición a tocar tambores y bombos viene de la época de las luchas con los árabes (siglo XII), ya que sirvieron para avisar de los ataques de éstos; posteriormente se utilizó como instrumento de celebraciones.
Con la invasión árabe se formó un núcleo de población alrededor de un castillo hoy desaparecido, separando la población cristiana de la mora.
La reconquista de Calanda tendría lugar en 1119 por Alfonso I El Batallador; pero la reconquista definitiva no se producirá hasta el bienio 1169-1170, bajo el reinado de Alfonso II.
Sin embargo, y pese a sus remotos orígenes, la fundación de la Calanda que llegaría a ser la actual tuvo lugar en 1360 con la concesión a la villa de su Carta de Puebla, quedando bajo el emblema de la Orden de Calatrava.
Los últimos moriscos de Calanda abandonaron ésta hacia 1610, dada la difícil convivencia entre cristianos y árabes.

### Milagro de Calanda

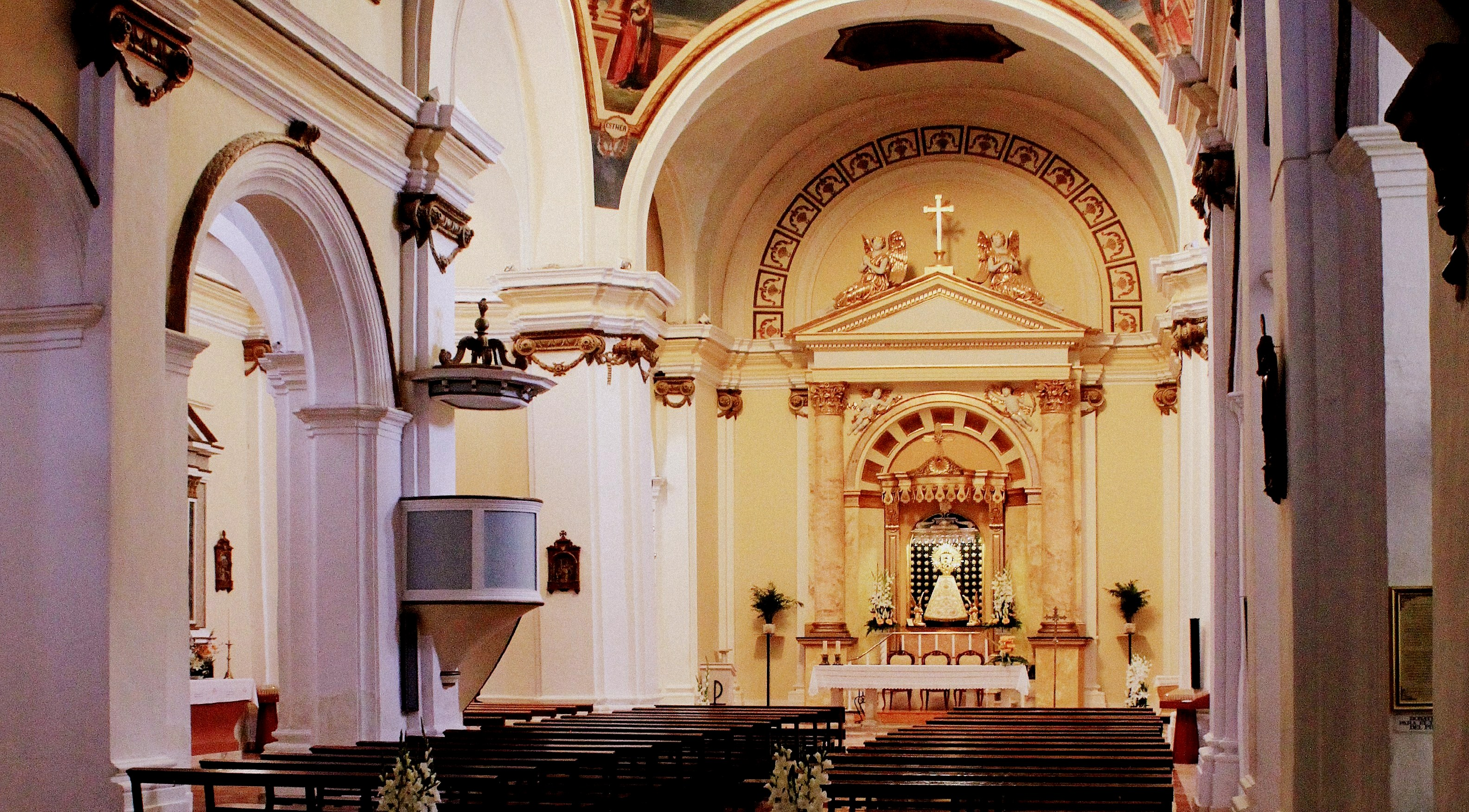
Vista general de la nave central del barroco Templo del Pilar, edificado en acción de gracias tras el milagro obrado en la persona de Miguel Pellicer

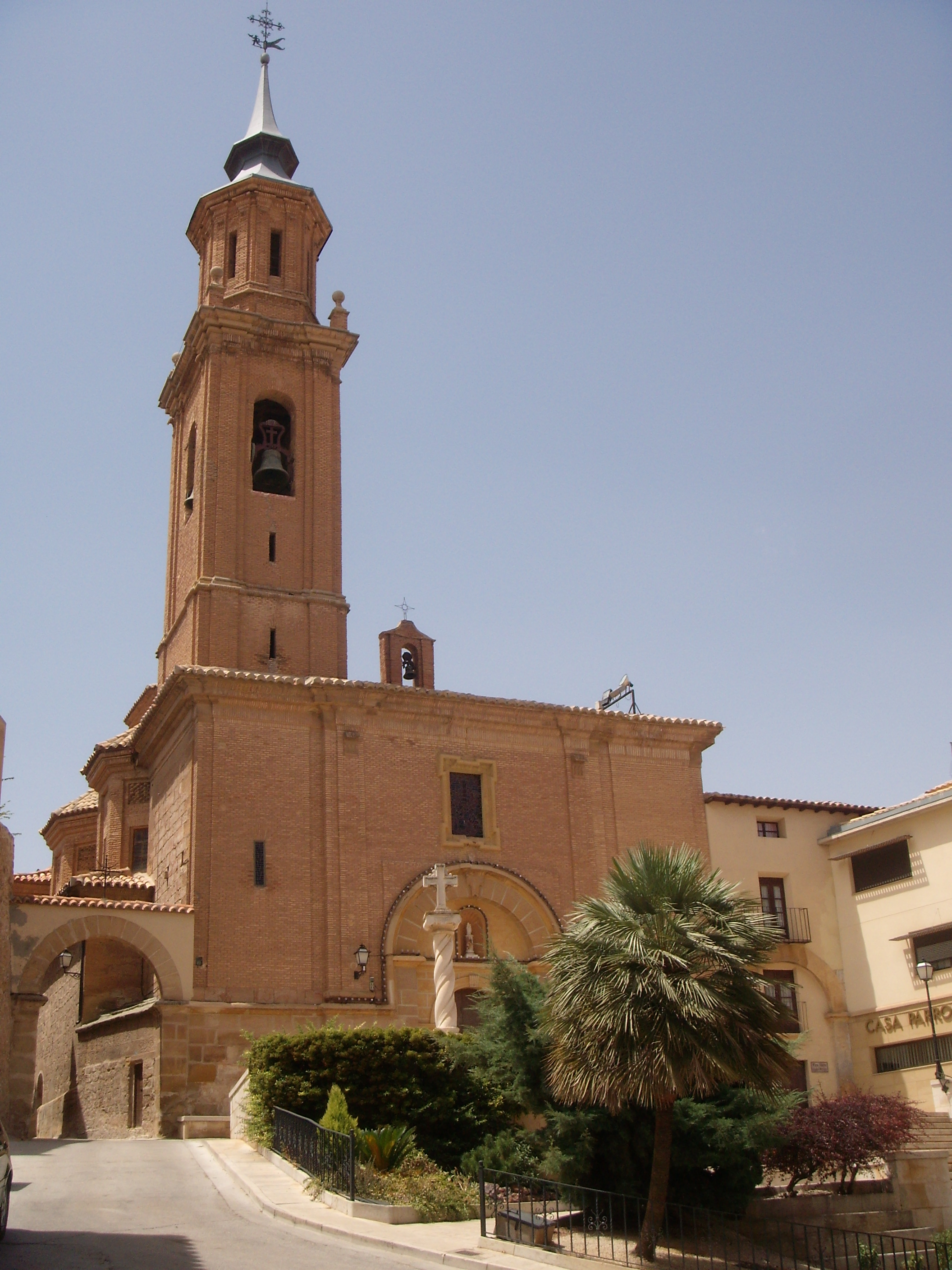
Plaza del Pilar de Calanda, con el templo del Pilar y la Casa-Museo Miguel Pellicer (a la derecha)

El 29 de marzo de 1640, cuenta la leyenda que tuvo lugar en Calanda uno de los acontecimientos más singulares en la historia de la villa: el milagro obrado por la Virgen del Pilar, entre las diez y las once de la noche, en la persona de Miguel Pellicer, quien recuperó por intervención de la Virgen la pierna que le había sido amputada dos años y cinco meses antes.
El 2 de abril, cinco días después del milagro, Miguel Andreu, notario de Mazaleón, levantó acta notarial de "tan impresionante hecho". El acta original, con todo el protocolo de 1640, se conserva en el Archivo del Ayuntamiento de Zaragoza. El 25 de abril, Miguel Juan y sus padres llegaron a Zaragoza para dar gracias a la Virgen del Pilar. El Cabildo de Zaragoza remitió al Conde-Duque de Olivares la información del hecho para que, a su vez, la pusiera en conocimiento del rey Felipe IV. 
Declararon en dicho proceso facultativos y sanitarios (5 personas), entre ellos el cirujano que le amputó la pierna, familiares y vecinos (5 personas), autoridades locales (4 personas), autoridades eclesiásticas (4 personas) y personajes diversos (6 personas, destacando a dos mesoneros de Samper de Calanda y de Zaragoza). La archidiócesis aragonesa reconoció el hecho como milagro el 27 de abril de 1641.
Vittorio Messori dedica el libro Il Miracolo (2008, Mondadori) al milagro de Calanda y a rebatir las críticas a su veracidad.

### Batalla de Calanda

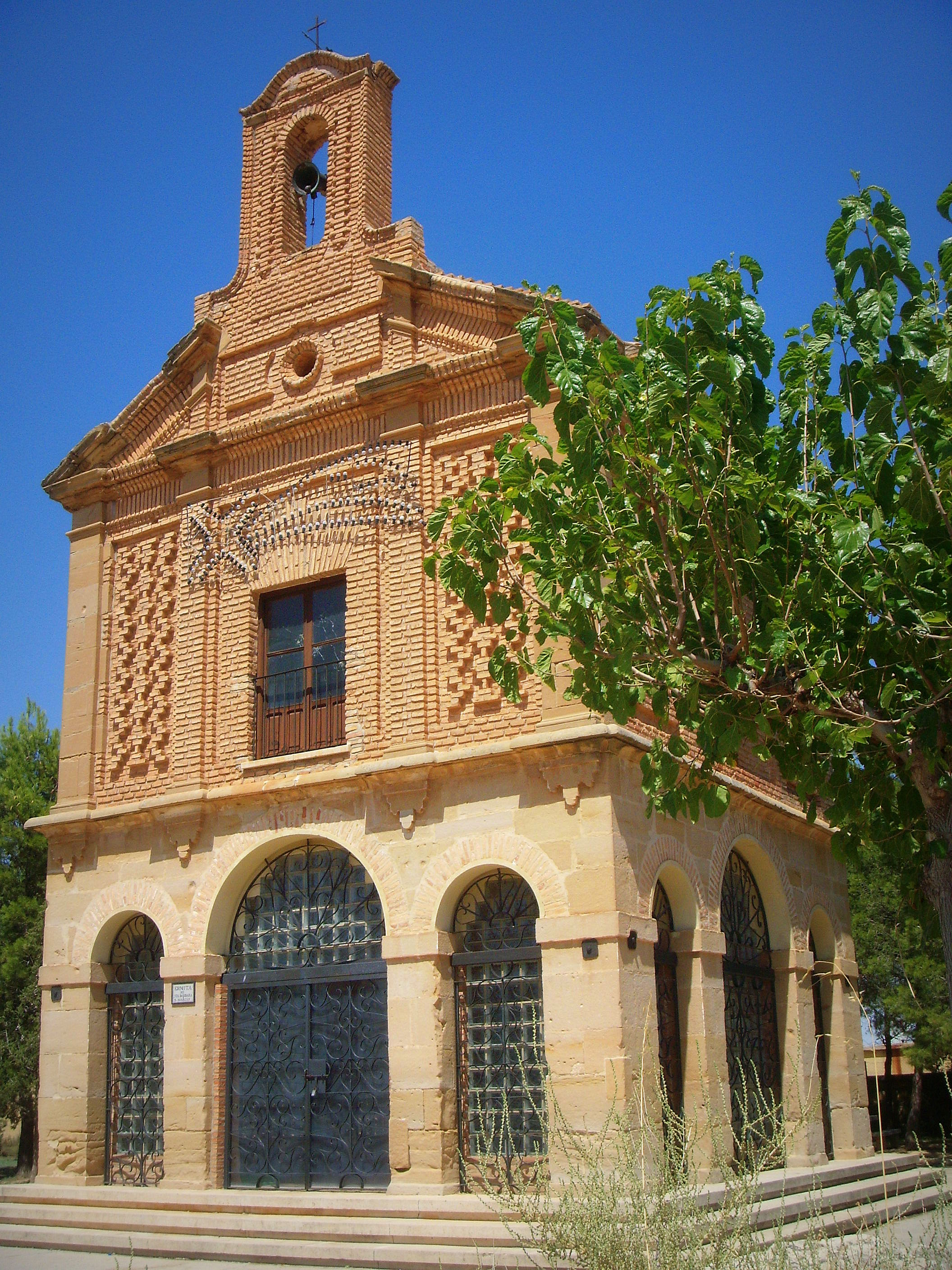
Ermita de Santa Bárbara: uno de los escenarios de la batalla de Calanda

La rebelión estalló después de la convocatoria de Cortes del 20 de junio de 1833, cuando el pretendiente don Carlos, refugiado en Portugal, se negó a jurar lealtad a María Cristina de Borbón-Dos Sicilias. El 1 de octubre, apoyado por Miguel I de Portugal reivindicó su derecho al trono. En la práctica la rebelión empezó el día 2 en Talavera de la Reina cuando los voluntarios realistas locales proclamaron a Carlos rey de España y se iniciaron una serie de insurrecciones de guerrilleros, exmilitares y voluntarios, asumiendo en muchos casos el control del gobierno municipal. En Cataluña, la rebelión de Josep Galceran en Prats de Llusanés el 5 de octubre fue sofocada por el capitán general Llauder. En Morella, Rafael Ram de Víu y Pueyo proclamó rey a Carlos V el 13 de noviembre, pero ante la dificultad de defender la localidad frente al gobernador de Tortosa Manuel Bretón, que se dirigía ahí con 600 hombres y artillería,[1] evacuó la villa 9 de diciembre. Sus 1200 partidarios marcharon en dirección a Calanda mientras el coronel Linares se dirigía a Calanda para interceptar a los carlistas con 800 hombres y 27 jinetes. El 6 de diciembre de 1833, al ver a los liberales, los carlistas de Ram de Víu que ocupaban la ermita de Santa Bárbara abrieron fuego y se retiraron a las trincheras montadas en Calanda. Esa fue la posición del grueso de las tropas carlistas, que recibieron un ataque frontal hasta que salieron en desbandada y fueron capturados por los liberales. La localidad fue ocupada por fuerzas liberales el 10 de diciembre. Ram de Víu escapó, dejando mujer e hijos en manos de los liberales, pero fue reconocido y capturado el 27 de diciembre en Manzanera. Fue juzgado y fusilado en Teruel el 12 de enero de 1834. Manuel Carnicer asumió la jefatura militar del ejército carlista en el Bajo Aragón y el Maestrazgo e intentó unir sus fuerzas con las que operaban en el Principado, extendiendo la revuelta en el valle del Segre y el Urgel. Sin embargo, fracasó tras sufrir una severa derrota cerca de la población de Mayals.

## Demografía
Calanda cuenta con una población es de 3678 habitantes (INE 2024).
| Gráfica de evolución demográfica de Calanda entre 1842 y 2021                                                       |
| |
| Población de derecho según los censos de población del INE Población de hecho según los censos de población del INE |

## Economía
Producción de melocotón con denominación de origen; aceite de oliva con denominación de origen; aceitunas, tanto las verdes como las que por su maduración se convierten en negras; almendra y cereal; así como refractarios y otras industrias y servicios.

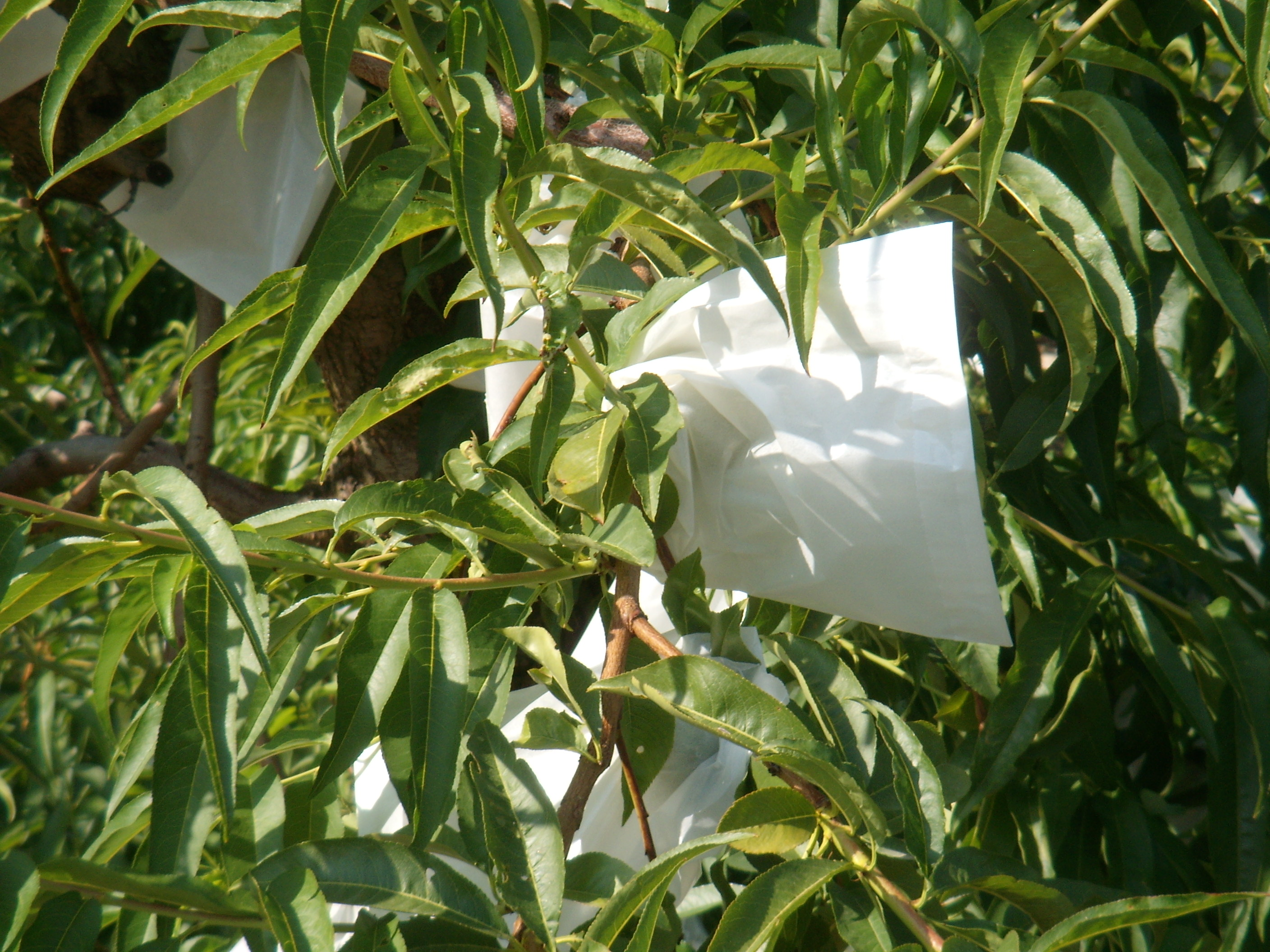
Melocotón embolsado de Calanda

### Productos alimentarios
El melocotón de Calanda
El melocotón tardío con Denominación de Origen llamado «Melocotón de Calanda» se cultiva de forma tradicional, caracterizándose por el proceso de embolsado previo a su maduración; es reconocible por su tamaño, un color amarillo uniforme y sin estrías, su exquisito aroma y un sabor dulce propio.
El aceite de oliva calandino
El aceite de oliva virgen extra de Calanda goza de la Denominación de Origen llamada Aceite del Bajo Aragón. Este aceite de categoría superior, obtenido directamente de las aceitunas y mediante procedimientos mecánicos, es de color amarillo dorado, sabor suave y agradable y con una acidez perfecta.
Muestra gastronómica típica
- Melocotón tardío de Calanda
- Aceite de oliva virgen extra
- Aceitunas verdes y negras
- Paté de aceitunas negras

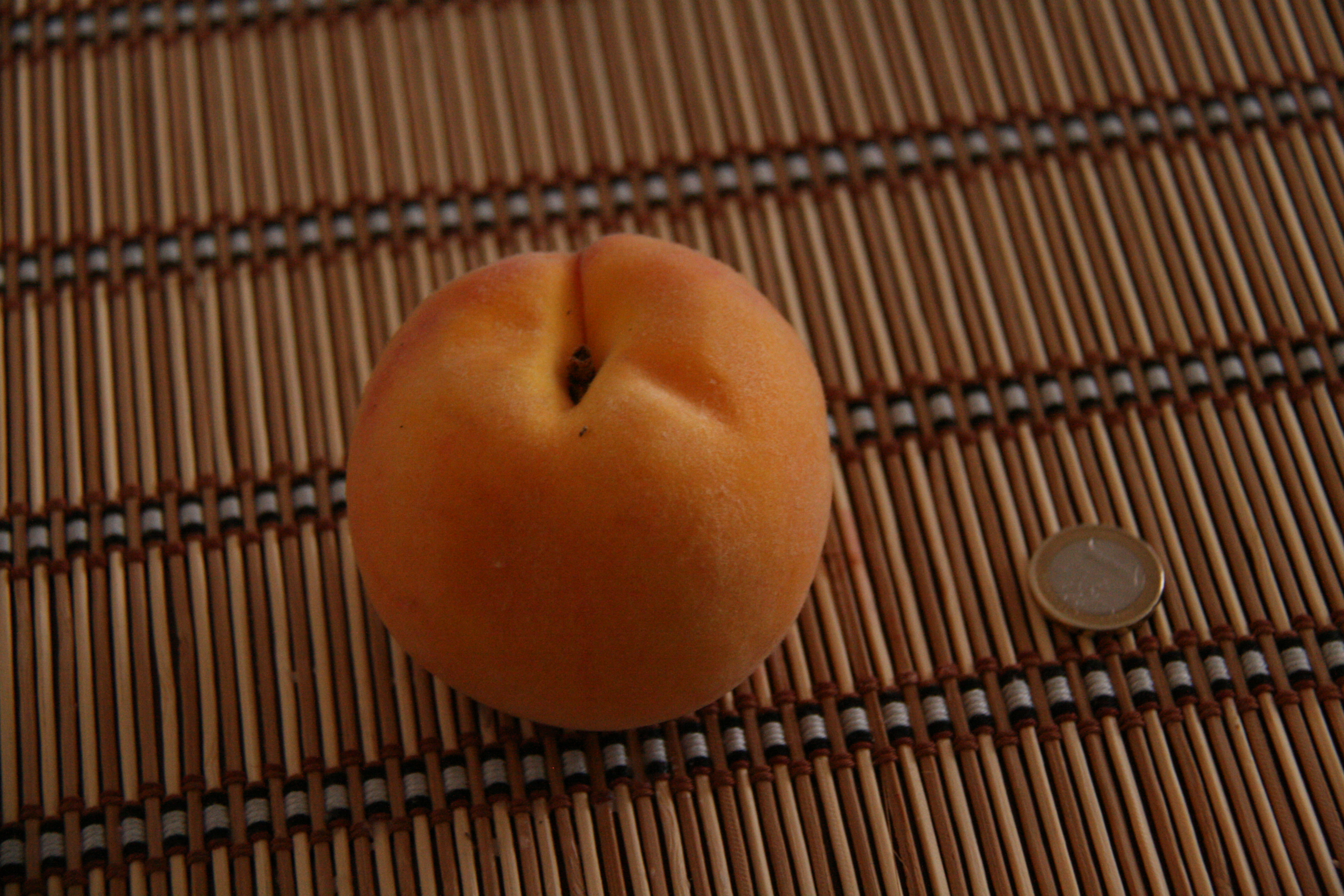
Melocotón de Calanda

- Platos típicos: pastel de pimiento y tomate, pastel de bacalao, perola de huerta
- Dulces típicos: melocotón en almíbar con vino, tortas de alma, roscones de anís, mostachones, brazo de gitano, mantecados...

### Polígonos industriales
- Polígono industrial de la Cueva de San José
- Polígono industrial de La Fuensalada

## Símbolos
Tal y como informa Vicente Allanegui en sus Apuntes históricos sobre la Historia de Calanda, el escudo de la villa adquirió su forma definitiva en el año 1906, y para ello «adicionó a las armas nacionales la figura de  calandria que hoy las acompaña y puso también en la punta del escudo las barras aragonesas». Y añade:

Respeto siembre los acuerdos de nuestras autoridades, pero como historiador debo hacer constar que el verdadero y primitivo escudo es un pino con una calandria y una corona encima. La corona como recuerdo de su antigua grandeza y el pino y la calandria como escudo que concedió D. Alfonso II al tomar esta villa a los moros, pues el lugar en donde se establecieron los ejércitos del mencionado rey era entonces un inmenso pinar poblado de calandrias de collar que todavía hoy existen en grandes bandadadas en la fuente del Carmen, ceiquetas y otros términos de nuestro monte lindante con el de Alcañiz.

## Administración y política

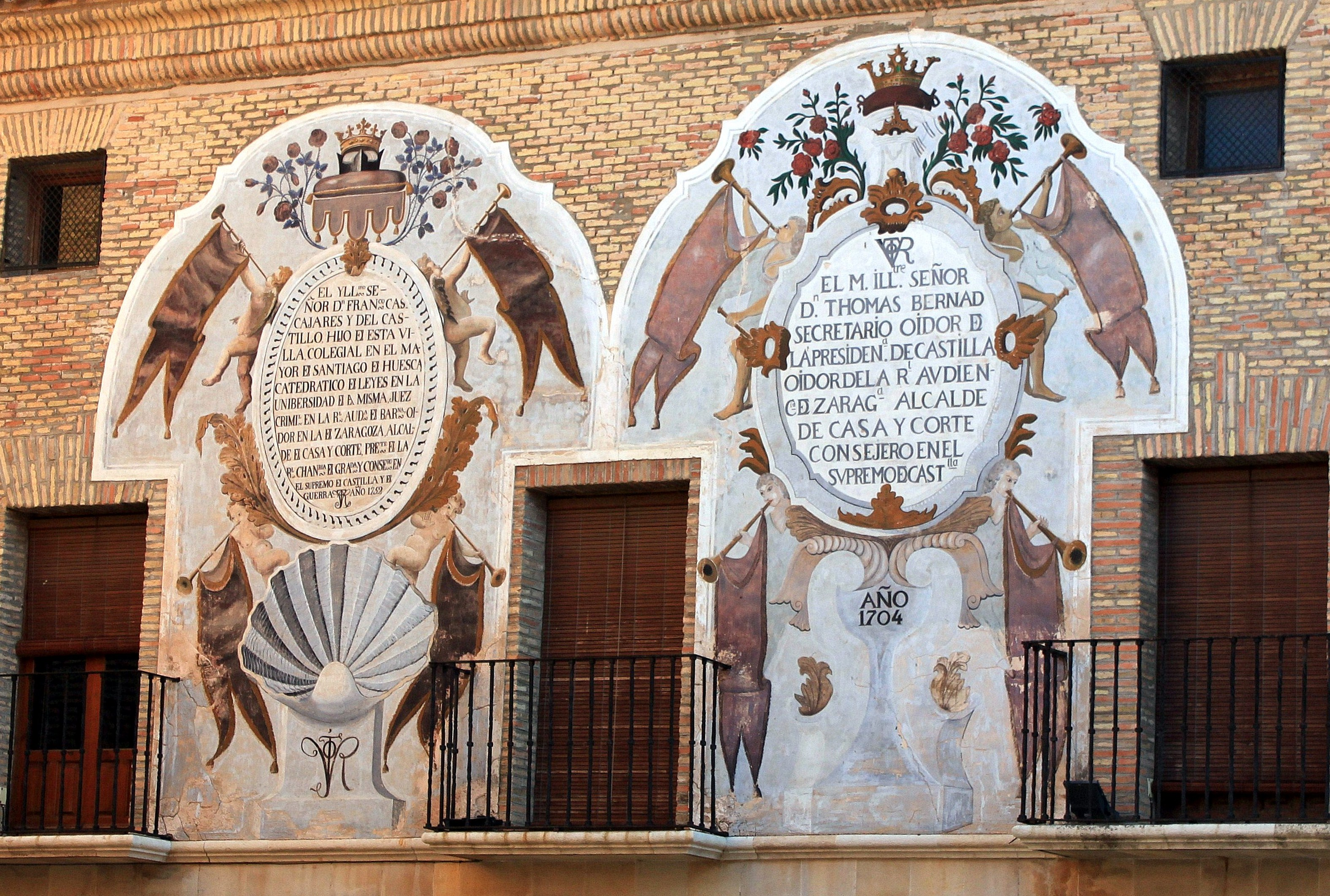
La casa consistorial de Calanda: frescos de estilo rococó de la fachada lateral, en memoria de la figura de dos prohombres de Calanda: Jacinto Cascajares del Castillo y Antonio Bernad Sanz, Baron de Castiel, que desempeñaron cargos de gran relevancia durante los reinados de Fernando VI y Carlos III

| Período   | Alcalde                  | Partido |  |
| --------- | ------------------------ | ------- |  |
| 1979-1983 | Ismael Conesa Jarque     | UCD     |  |
| 1983-1987 | Manuel Magallón Celmal   | PAR     |  |
| 1987-1991 | Mariano Trallero Garcés  | AP      |  |
| 1991-1995 | Antonio Borraz Ariño     | PP \|   |  |
| 1995-1999 | Antonio Borraz Ariño     | PP \|   |  |
| 1999-2003 | Antonio Borraz Ariño     | PP \|   |  |
| 2003-2007 | Manuel Adrián Royo Ramos | PSOE    |  |
| 2007-2011 | Manuel Adrián Royo Ramos | PSOE    |  |
| 2011-2015 | José Ramón Ibáñez Blasco | PSOE    |  |
| 2015-2019 | José Ramón Ibáñez Blasco | PSOE    |  |
| 2019-2023 | Alberto Herrero Bono     | PP      |  |
| 2023-     | Alberto Herrero Bono     | PP      |  |

| Partido político    | Partido político                                     | 1979   | 1983   | 1987   | 1991   | 1995   | 1999   | 2003   | 2007   | 2011   | 2015   | 2019   |
| Partido político    | Partido político                                     | Ediles | Ediles | Ediles | Ediles | Ediles | Ediles | Ediles | Ediles | Ediles | Ediles | Ediles |
|                     | Partido de los Socialistas de Aragón (PSOE-Aragón)   | —      | 3      | 4      | 4      | 4      | 4      | 5      | 6      | 5      | 6      | 5      |
|                     | Partido Popular de Aragón (PP)                       | —      | 2      | 5      | 5      | 5      | 6      | 4      | 4      | 4      | 4      | 6      |
|                     | Ciudadanos (CS)                                      | —      | —      | —      | —      | —      | —      | —      | —      | —      | —      | 0      |
|                     | Partido Aragonés (PAR)                               | —      | 6      | 2      | 2      | 2      | 1      | 2      | 1      | 2      | 1      | —      |
|                     | Chunta Aragonesista (CHA)                            | —      | —      | —      | —      | —      | —      | —      | 0      | —      | —      | —      |
|                     | Unión de Centro Democrático (UCD)                    | 7      | —      | —      | —      | —      | —      | —      | —      | —      | —      | —      |
|                     | Agrupación Electoral Democracia Municipal            | 3      | —      | —      | —      | —      | —      | —      | —      | —      | —      | —      |
|                     | Agrupación Electoral Unión Independiente por Calanda | 1      | —      | —      | —      | —      | —      | —      | —      | —      | —      | —      |
| Total de concejales | Total de concejales                                  | 11     | 11     | 11     | 11     | 11     | 11     | 11     | 11     | 11     | 11     | 11     |

## Patrimonio

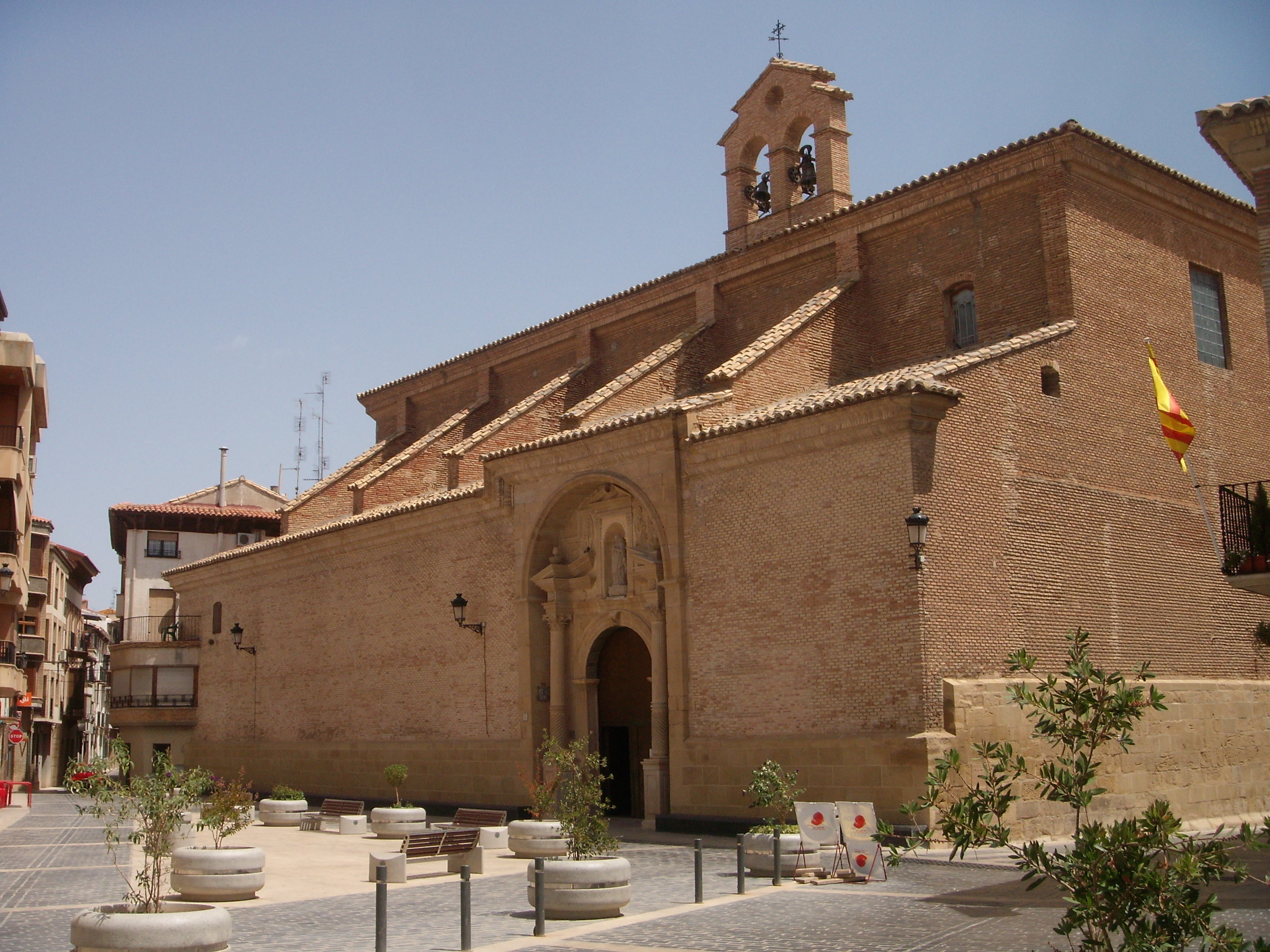
Iglesia de Nuestra Señora de la Esperanza: Vista de la fachada lateral izquierda desde la Plaza de España

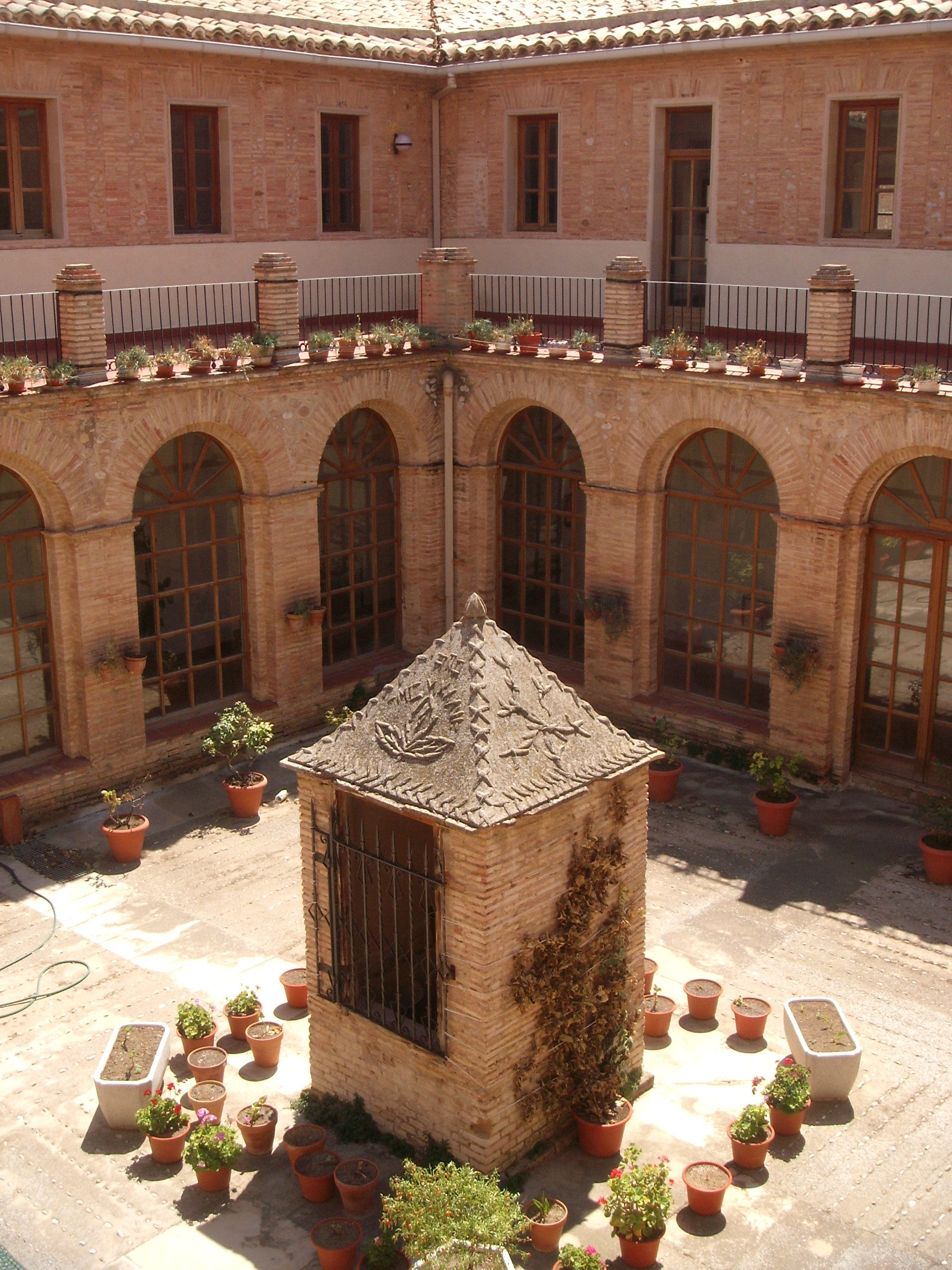
Claustro del antiguo convento de capuchinos

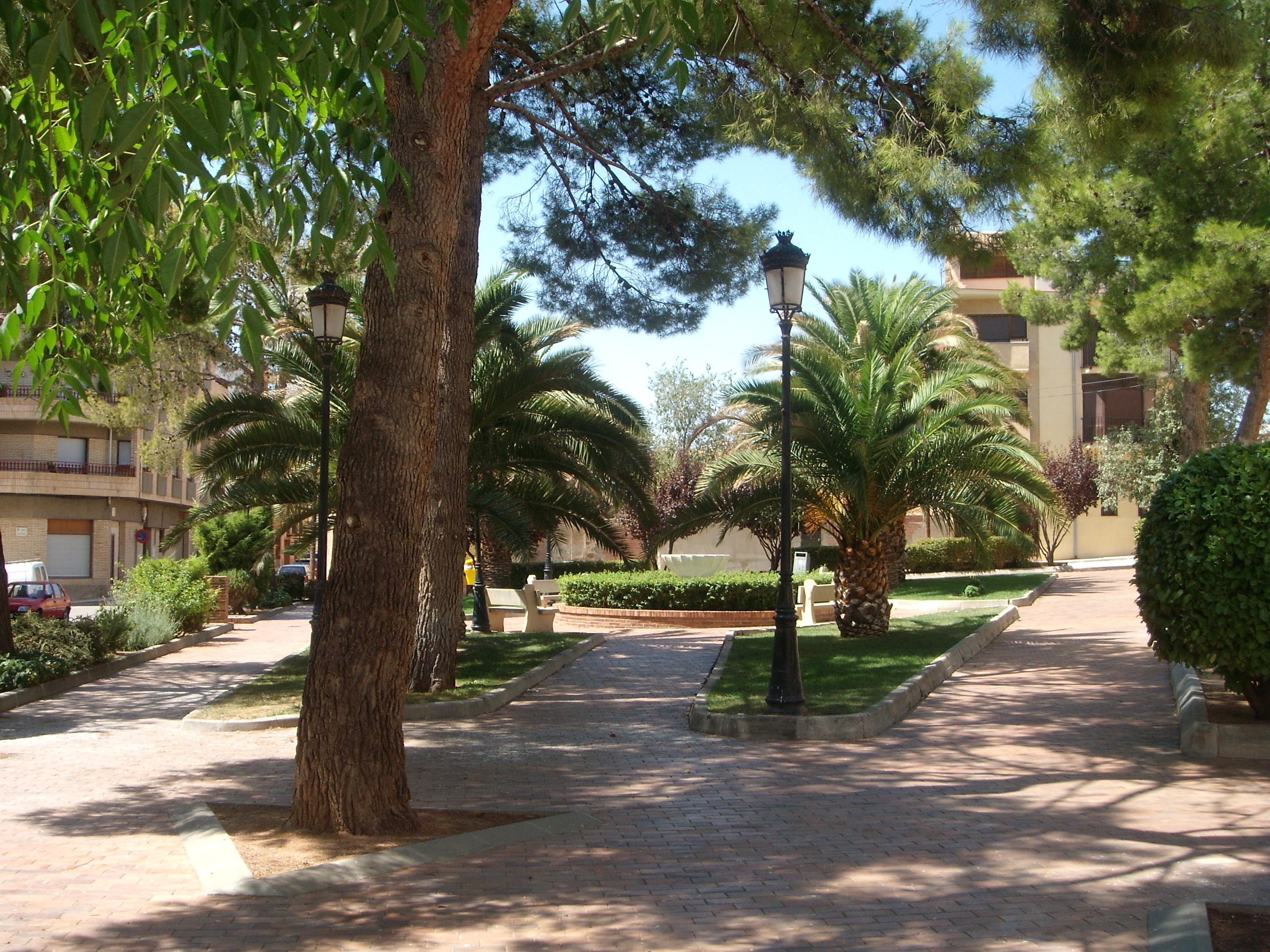
Glorieta de Doña Oliva Gasque

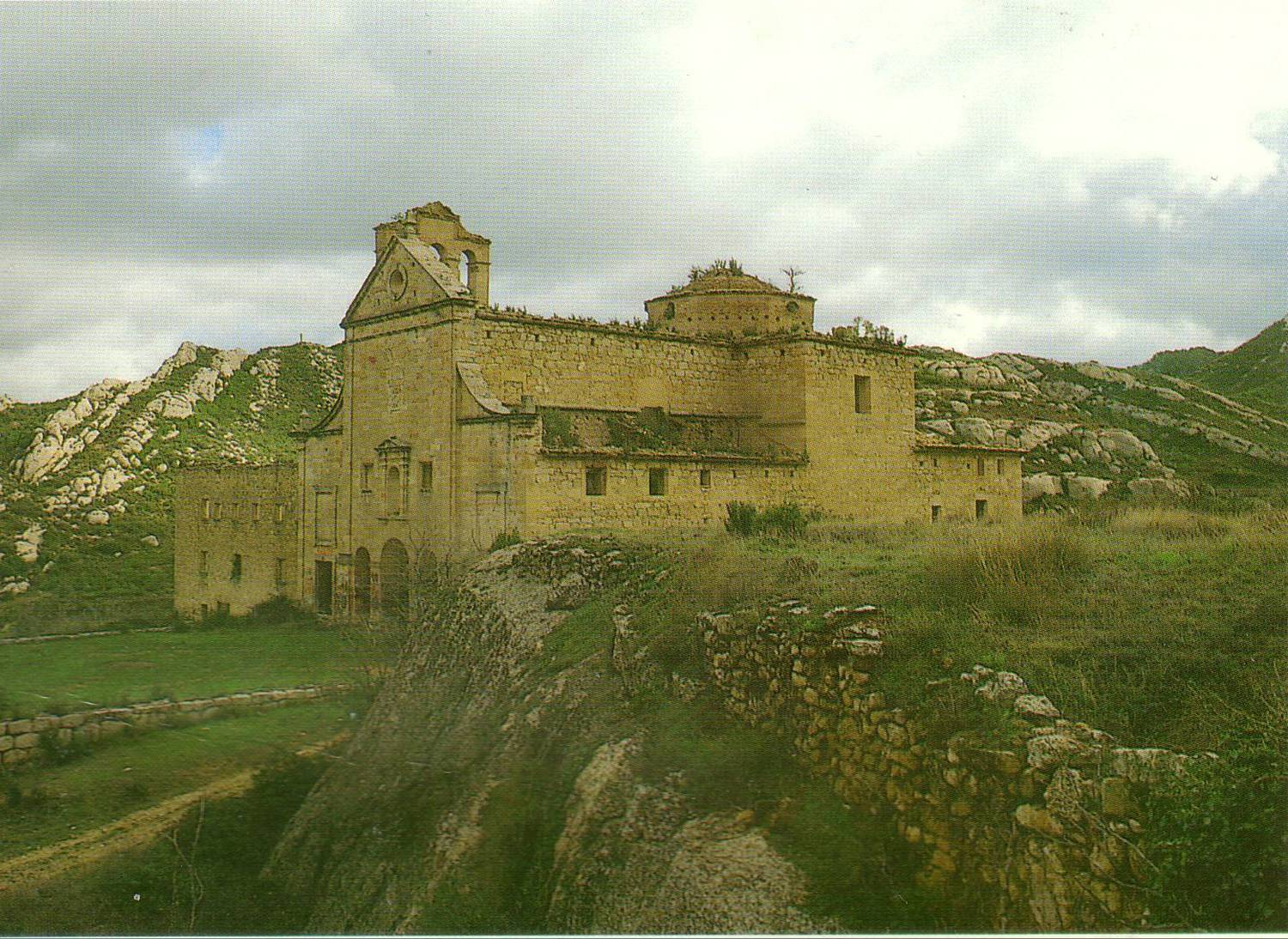
Convento del Desierto

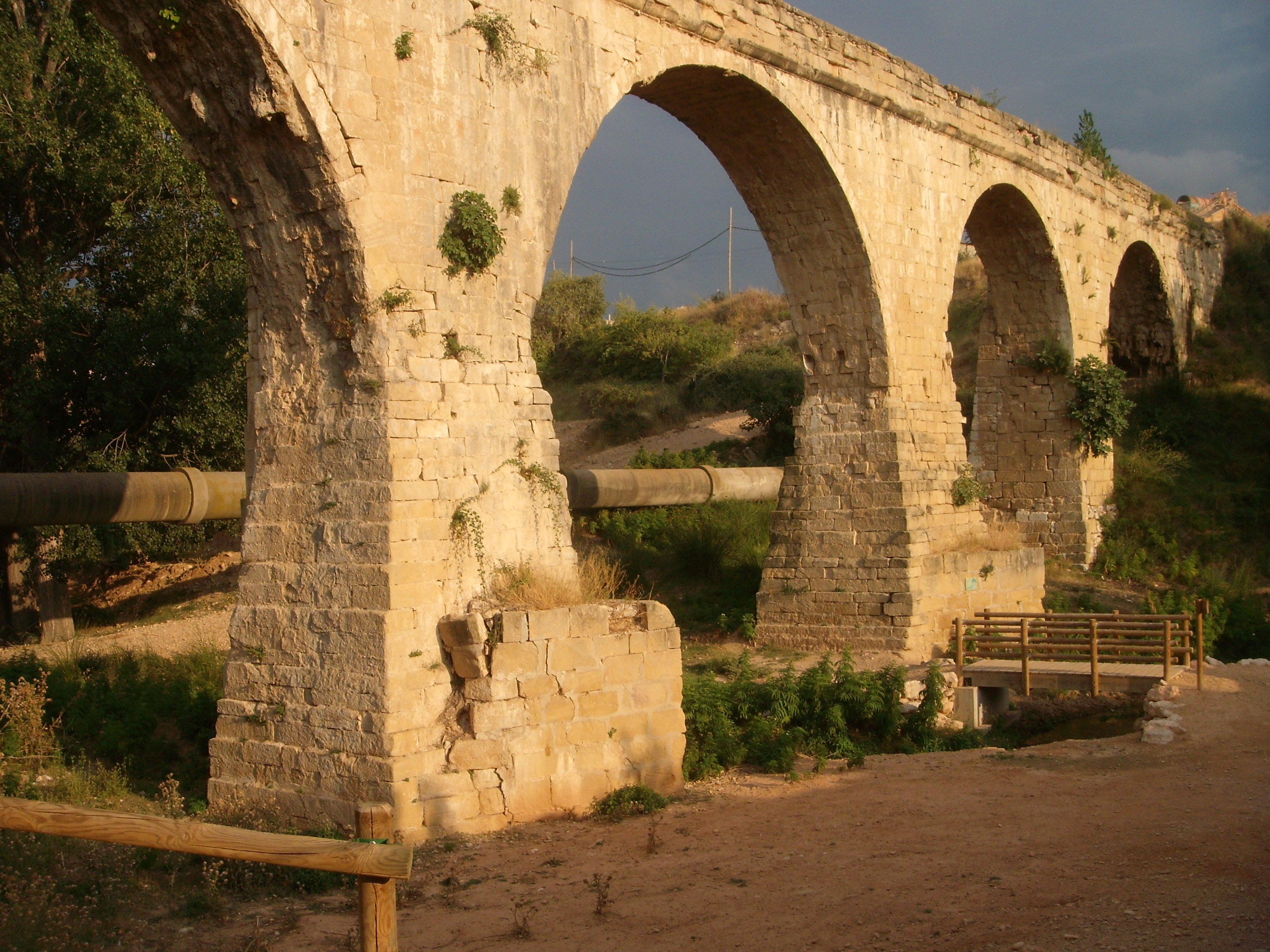
Acueducto de Los Arcos

### Arquitectura religiosa
- Templo del Pilar
- Iglesia de Nuestra Señora de la Esperanza
- Convento del Desierto
- Arco de San Roque
- Ermita del Humilladero
- Ermita de Santa Bárbara
- Ermita de San Blas
- Ermita de la Virgen del Campo
- Ermita de Santa Águeda
- Ermita de la Virgen de las Nieves
- Conjunto de ermitas del Monte Calvario

### Arquitectura civil
- Casa consistorial
- Casa de Cultura (antiguo convento de capuchinos de Calanda)
- Castillo de Calanda
- Casa del Conde de Sástago: situada en la plaza de la Hoya.
- Casa Buñuel
- Casino Mercantil
- Casa Sancho-Izquierdo
- Casa de la Baronesa de Pueyo: en ella nació el cineasta Luis Buñuel.
- Plaza de toros
- Torre Buñuel o Villa María: Casa de campo de estilo modernista, de 1905, cuyo primer propietario fue Leonardo Buñuel González.
- Torre de las Marquesas: sita a escasos metros de la Torre Buñuel.
- Nevera: del siglo XVI y es una de las más grandes de España; perteneció a la Orden de Calatrava.
- Lavadero
- Antigua estación de tren -derruida-
- Monumento a la Jota: presentado en 2019, obra del artista Manuel Monterde.

### Museos
- Centro Buñuel Calanda (Palacio Fortón-Cascajares)
- Casa-Museo Miguel Pellicer

### Puentes y túneles
- Acueducto de Los Arcos
- Puente Nuevo
- Puente Cid (llamado puente romano)
- Túnel embalse de Calanda
- Puente del Estrechillo

### Glorietas y parques
- Glorieta de Doña Oliva Gasque
- Cabezo Buenavista
- Parque Plaza de San Miguel (antigua plaza de los Mártires)
- Parque Paseo de Alcañiz
- Zona recreativa de la ermita de Santa Bárbara y San Marcos
- Zona recreativa de la ermita de San Blas

### Enclaves paisajísticos

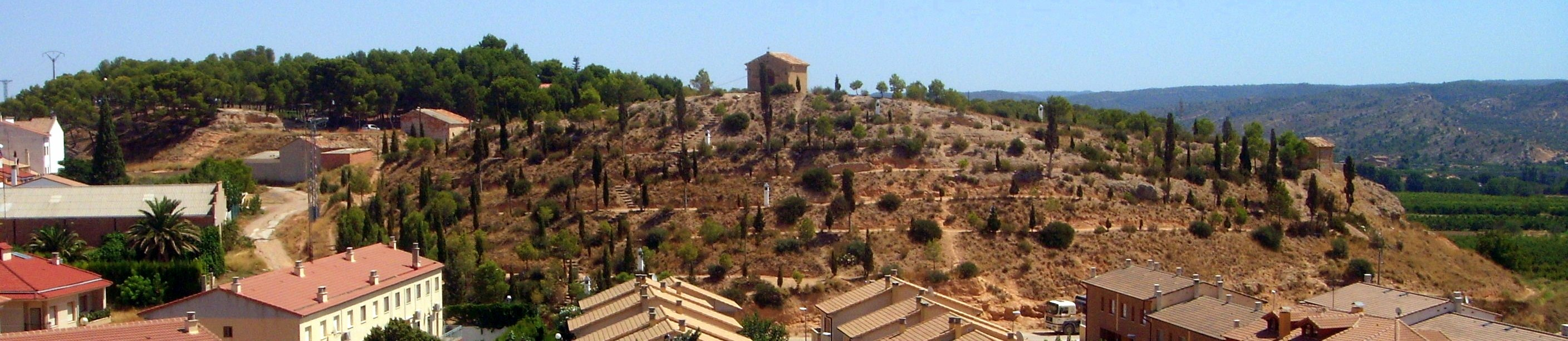
Vista general del Calvario de Calanda: la noche del Jueves Santo, a la luz de antorchas, los vecinos de la villa realizan un Vía Crucis al Monte Calvario, en el que participan tambores y bombos

- Monte Calvario: Situado en lo alto de un cerro, a las afueras de la población.
- Cabezo Buenavista
- Presa de Calanda
- Tolocha
- Yacimiento del Camino de la Vega de Albalate: ubicado en la partida de huerta de Albalate.
- Senderos del Guadalopillo
- Huerta Baja
- Masada del Diablo
- Torre Ginés
- Los Fontanales

La Salada de Calanda
Este espacio natural, de 32,86 hectáreas de extensión, fue designado como Lugar de importancia comunitaria en el año 2000. Consiste en una pequeña laguna salada endorreica en torno a la que se pueden observar cuatro tipologías de hábitats halófilos y gipsófilos de interés según la Directiva Hábitats así como un paisaje de valor por sus relieves invertidos. Entre las especies vegetales cabe reseñar a la Salicornia por su abundancia así como al Riella helicophylla. Otras especies vegetales de interés incluyen al Coronilla scorpioides, al Halopeplis amplexicaulis y al Microcnemun coralloides en las inmediaciones de la balsa, al Stipa lagascae y Lygeum spartum en un segundo anillo y ya en una zona más alejada al Salvia rosmarinus y al Frankenietosum thymifolii. Varias son endemismos de la península ibérica. La zona es igualmente refugio para 12 especies protegidas de aves, entre las cuales cabe destacar por su mal estado de conservación al Alauda arvensis, al Calandrella brachydactyla, al Melanocorypha calandra y al Pterocles orientalis. Otras, como el Tadorna tadorna, requieren lagunas saladas por lo que la desaparición de saladas ha reducido su hábitat a zonas costeras. Forma también un espacio de descanso adecuado para las aves que habitan a los corredores formados por caminos y acequias en las vecindades. El espacio es por ello importante para la preservación de la biodiversidad en la zona. Fue dañado en 1986 durante la construcción del canal de Calanda.

### Hallazgos arqueológicos

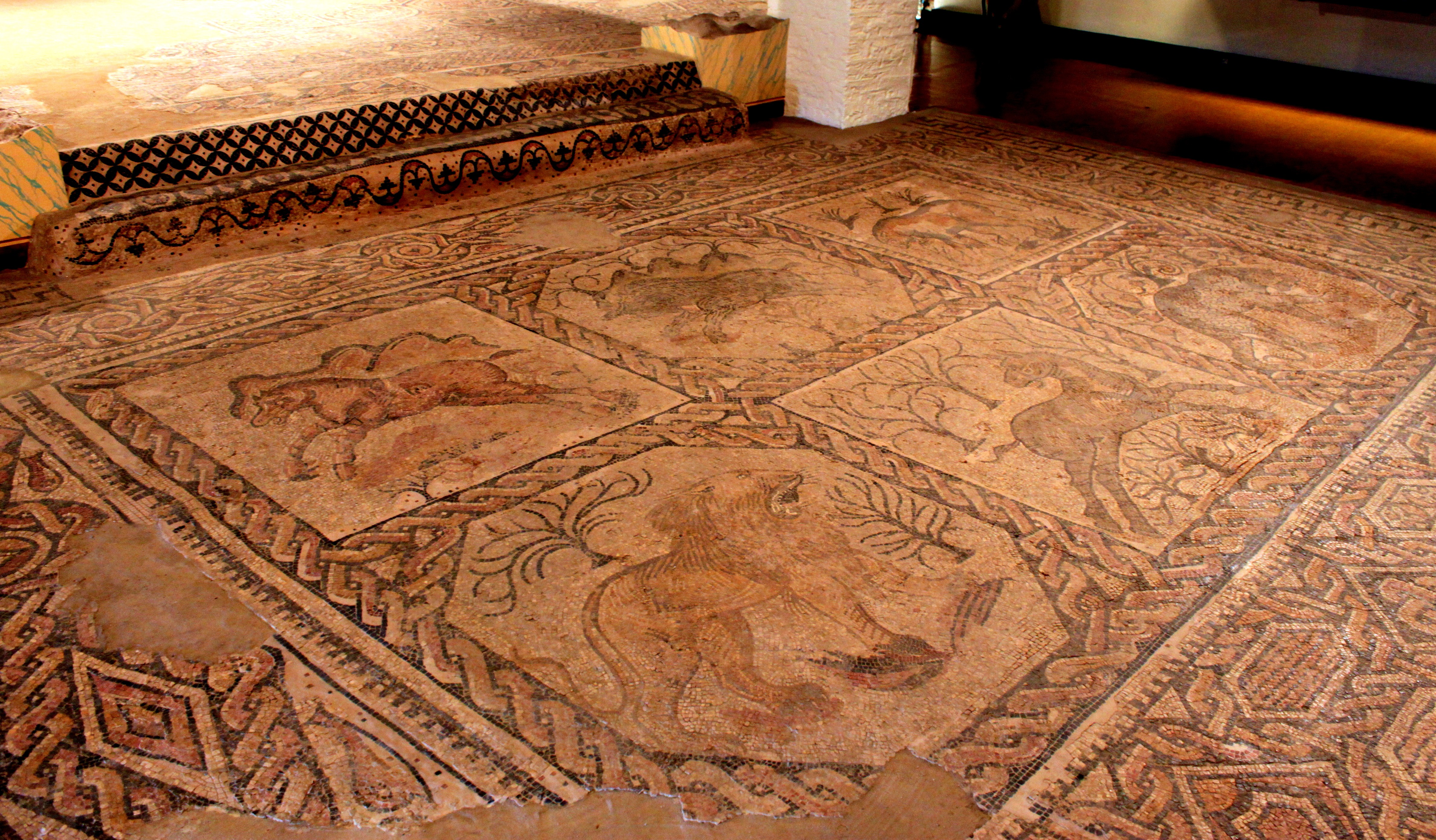
Mosaico romano de la villa del Camino de Albalate (Calanda), sito en el Museo Provincial de Teruel

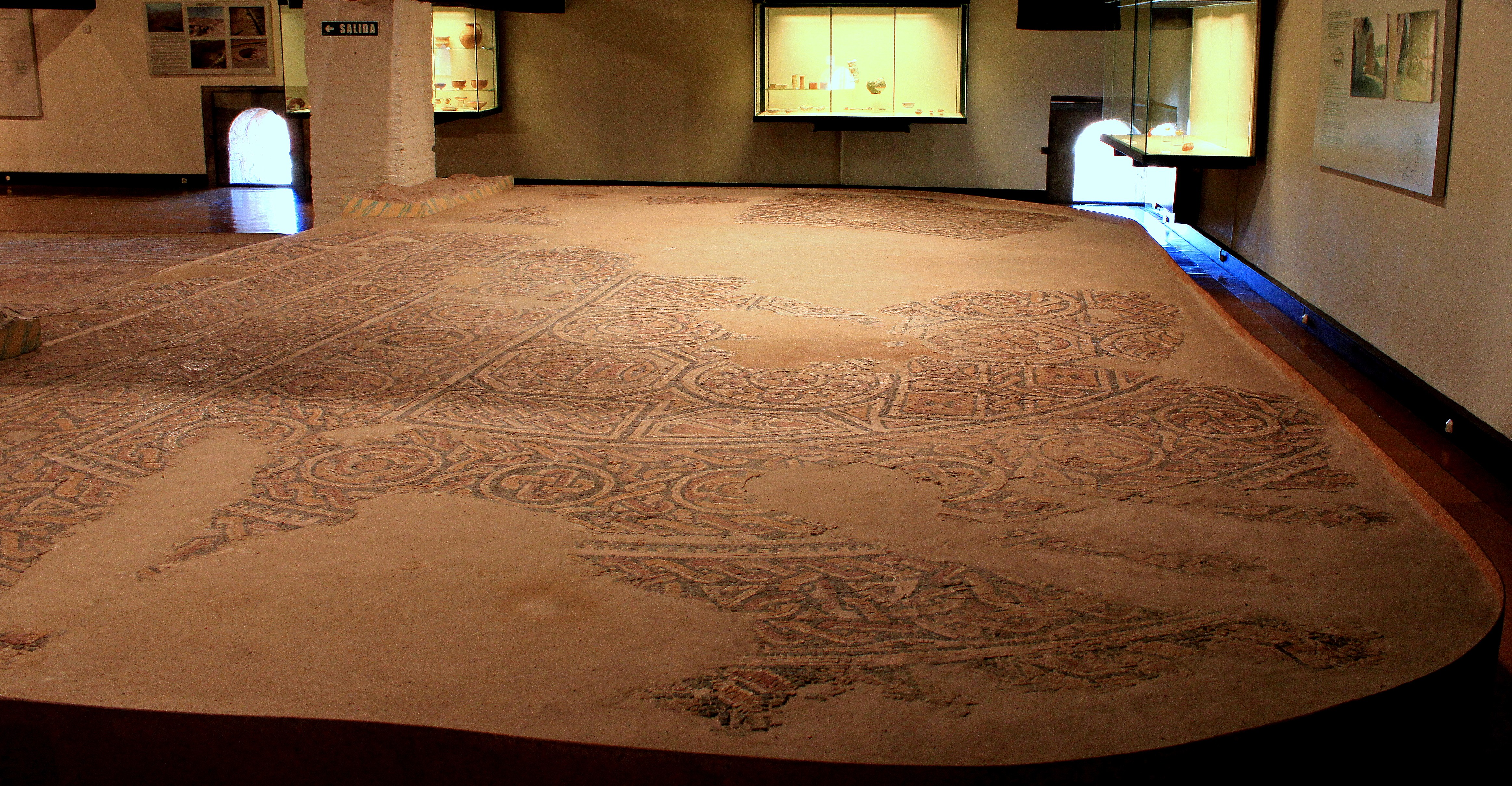
Camino de Albalate: tercera estancia de la villa

Los restos arqueológicos más antiguos corresponden al Paleolítico y fueron encontrados por Manuel Sanz Martínez frente a la Cueva Corva. Entre los útiles, apareció un raspador de sílex, así como un hacha de mano, lo que deja prueba clara de que las tierras calandinas estaban ya habitadas hace unos 50 000 años.
Restos del Mesolítico y Neolítico aparecieron en la partida de Las Contiendas, entre ellos una punta de lanza bien tallada, un gran punzón, raspadores y fragmentos cerámicos. Estos hallazgos se enriquecieron cuando Sanz Martínez localizó el yacimiento arqueológico del Llano del Carmen.
De la época romana apenas había más referencias que las monedas encontradas en Castiel que coleccionó Vicente Allanegui.

#### Camino de la Vega de Albalate
Sin embargo, el momento culminante de la arqueología calandina tendría lugar en 1964 con el descubrimiento de un espectacular mosaico, hallado por Antonio Bielsa Alegre en la partida de Albalate, Quedó así confirmada la teoría de que Calanda fue una importante villa romana. Hoy el mosaico, junto a otros elementos, se encuentra en el Museo Provincial de Teruel, constituyendo su pieza más significada.

## Cultura

### Títulos
- Antiquísima: Concedido desde tiempos remotos.
- Muy Leal: Concedido por el rey Jaime I en 1239.
- Fiel: Concedido por el rey Pedro IV el Ceremonioso.
- Fidelísima: Concedido por el rey Felipe V en 1717, concediéndole también para su escudo un león y una flor de lis.

### Cerámica de Calanda
Dentro del conjunto provincial turolense, la primitiva cerámica calandina recupera una alfarería primitiva -sin el uso del torno y escasos útiles o herramientas, como una paleta y una media esfera con mango- que producía cántaros, cocios y tinajas. Heredera de la producción de los moriscos expulsados en el año 1610, y continuada por conversos o "cristianos nuevos". El traspaso provocó algunas alteraciones; así por ejemplo, algunos especialistas proponen que las líneas negras características de la cerámica morisca son el resto de las leyendas que en grafismos árabes reproducían invocaciones del tipo Ala akbar -"Alá es grande"-), que ya se quedaron en las tres rayas negras típicas.
La producción alfarera se concentraba en el barrio de Las Cantarerías. Los alfareros trabajaban en la planta baja de su casa, donde estaba el taller y el horno. El material característico era la arcilla roja.
En 1995 fue fundada en Calanda una Escuela de Cerámica Virgen del Pilar, en un intento por recuperar el arte de ceramistas calandinos como Antonio Bondía y Pascual Labarías.

### Baile: la jota de Calanda
Del baile aragonés por excelencia, la jota, la de Calanda es una de las más complejas y antiguas, manifestándose por su popularidad como timbre de gloria de la jota del Bajo Aragón. Tal y como la describe Javier Barreiro en su libro La Jota Aragonesa, "se baila sobre las plantas y punteando muy claramente, evolucionando en círculo y con movimientos ondulantes de los brazos", destacando que acaso por ello se parece más, como la jota de Andorra, a los bailes folclóricos de otras regiones españolas.

### Cine: Calanda y Luis Buñuel

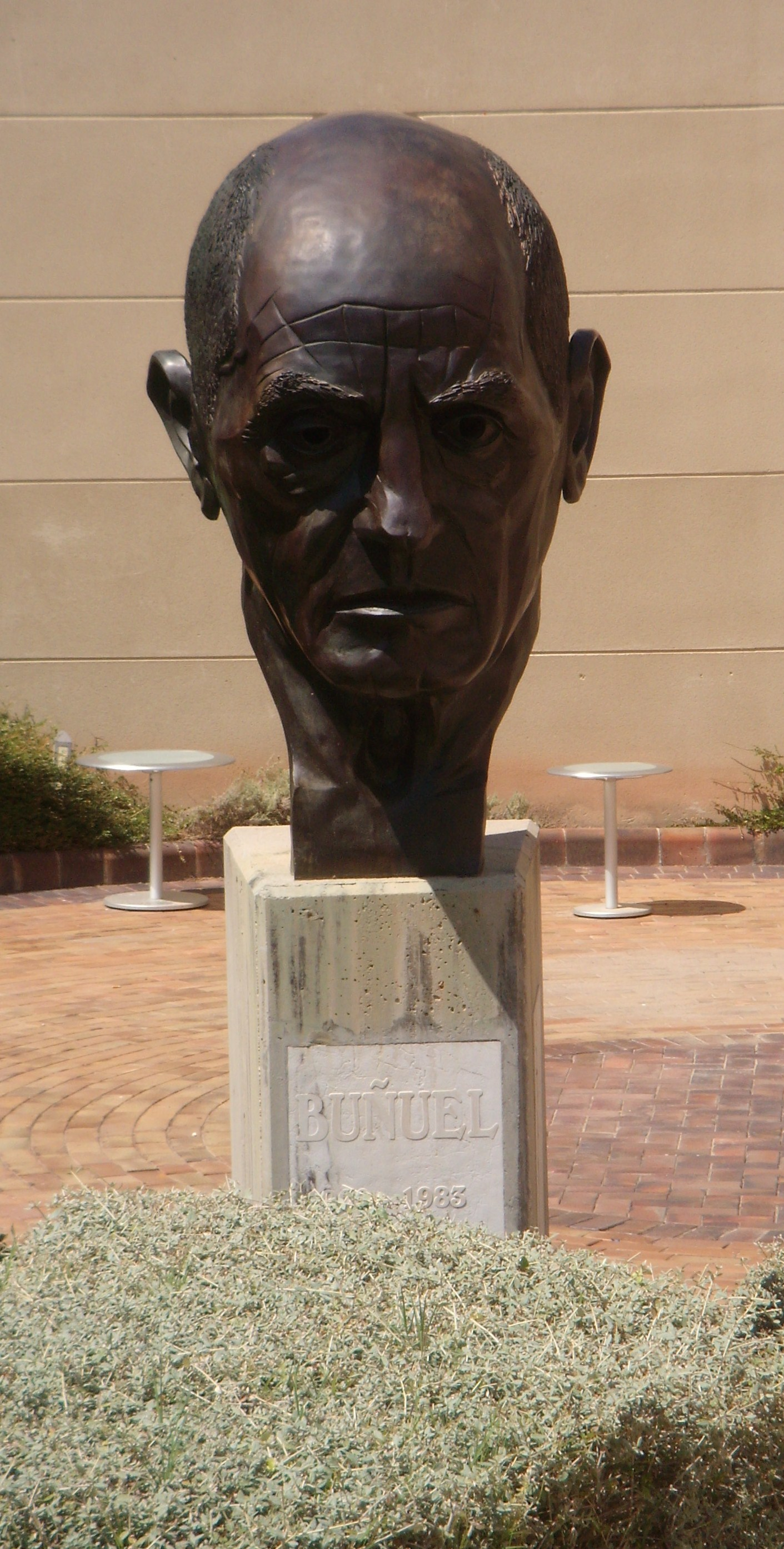
Cabeza de Luis Buñuel, obra del escultor Iñaki, en el Centro Buñuel Calanda.

Decisivo para el discurrir cultural de la villa de Calanda fue el papel realizado por su más ilustre hijo, el cineasta Luis Buñuel (1900-1983), por más de un concepto el mayor autor del cine español y uno de los más influyentes de todos los tiempos en el plano internacional. Calanda, pues, de manera consciente o fortuita, ocupa un lugar destacado en el cine del director, ora explícitamente, ora implícitamente: desde la columna sonora de algunas de sus películas (La edad de oro, Nazarín, Simón del desierto), donde utiliza el sonido de sus tambores, hasta otras referencias más sutiles, desde las meramente geográficas a otras de signo costumbrista y religioso; a este respecto, es importante como explicación/confesión su libro de memorias, Mi último suspiro (1982), en cuyas páginas ofrece un lúcido retrato de la población y el influjo de ésta en su persona.
En 1997, las cenizas del cineasta fueron esparcidas en el monte Tolocha, situado en las proximidades de Calanda. En esta montaña y en su juventud, le sorprendió a Buñuel una tormenta junto a sus amigos; ello le llevó a retar a la divinidad diciendo: "Si existe Dios, que me caiga un rayo", asunto que recordaría en su filme La Vía Láctea.
En el año 2000 fue inaugurado en Calanda el Centro Buñuel Calanda (CBC), ubicado en la Casa Fortón-Cascajares, y que supone el mayor centro cultural del país dedicado a la figura del cineasta, gozando de museo permanente, sala de exposiciones temporales y un centro de investigaciones relacionadas con Buñuel.

Yo creo que una de las grandes influencias en el trabajo de mi padre es el pueblo de Calanda, su pueblo natal. Pero no sólo los tambores, es el pueblo mismo, la gente, la sequedad del pueblo, todo, todo. - Juan Luis Buñuel

Festival de Cine de Calanda
Desde el año 2003, con regularidad anual y durante los meses centrales del verano, tiene lugar en Calanda el festival de cine de la villa, también llamado 22 x Don Luis, en homenaje al cineasta Luis Buñuel. Durante estos días y en las instalaciones del Centro Buñuel Calanda se proyectan películas recientes (generalmente de limitada difusión comercial), tanto largometrajes como cortos, se emiten conferencias y se realizan cursos relacionados con el cine. Los filmes proyectados pueden optar a algún premio en el palmarés del festival.

### Fiestas
- Enero: Hoguera de San Antón.
- 3 de febrero: Fiesta de San Blas en el Barrio de las Cantarerías.
- 5 de febrero: Fiesta de Santa Águeda.
- 29 de marzo: Festividad del Milagro de Calanda.
- Abril: Semana Santa.
- 15 de mayo: Fiesta de San Isidro Labrador.
- 5 de agosto: Fiesta de la Virgen de las Nieves.
- 14 - 16 de agosto: Fiestas en honor a San Roque (Fiestas de Verano).
- Octubre: Fiestas patronales en honor a la Virgen del Pilar; el 12 de octubre se realiza la tradicional ofrenda floral.

#### Semana Santa

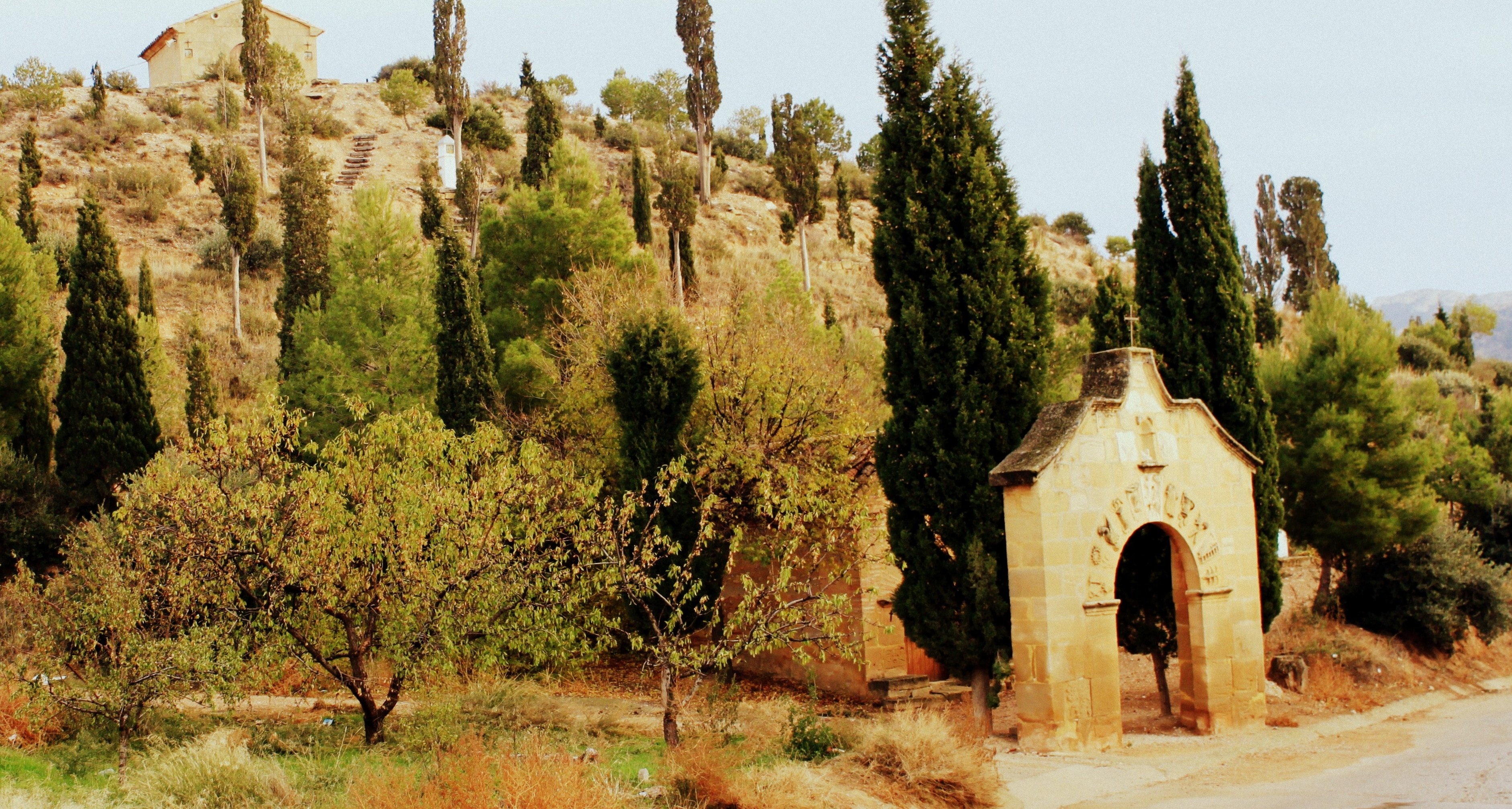
La noche del Jueves Santo, a la luz de antorchas, los vecinos de la villa realizan un Vía Crucis al Monte Calvario, en el que participan tambores y bombos.

La Semana Santa calandina, declarada de Interés Turístico Nacional e Internacional, pertenece a la Ruta del tambor y el bombo. El 29 de noviembre de 2018 es reconocida por la UNESCO, junto con otras 16 localidades de España, como Patrimonio Cultural Inmaterial de la Humanidad.
Es conocida internacionalmente por "La Rompida de la hora", que tiene lugar a las doce de la mañana del Viernes Santo. Los "putuntunes" (guardia romana), representados por los jóvenes que en ese año cumplen los 18 años y por voluntarios, permanecen montando guardia en señal de duelo hasta las doce de la noche del Jueves Santo, cuando el sonido de los tambores comienza por primera vez en Semana Santa (Viacrucis). Durante el Viernes Santo, tiene lugar a las doce del mediodía el acto más multitudinario de todos, la Rompida de la Hora. A las tres y media del mediodía tiene lugar la Procesión del Pregón, en la que participan una gran cantidad de tamborileros. Por la noche, comienza a las ocho, la Procesión de la Soledad, englobando las diferentes cofradías. Al día siguiente, tiene lugar a las nueve de la mañana la Procesión del Entierro, la más solemne. El toque dura hasta las dos del mediodía del Sábado Santo.
Las cofradías
Nueve son las cofradías de la villa:
- El Santísimo: Es la más antigua de las cofradías calandinas y fue fundada a comienzos del siglo XVII]. Regida por 33 hermanos, los llamados "electos"; tienen un reglamento procedente del siglo XVIII que fue aprobado por la Santa Sede. Su paso procesional es El Santo Sepulcro con la imagen del Cristo yacente. Es la cofradía encargada de los "putuntunes" (guardia pretoriana).
- La Dolorosa: La también denominada Cofradía de las Esclavas de la Virgen de los Dolores fue fundada en 1900 por Vicente Allanegui y a ella pertenecen las mujeres del pueblo; es característico su vestido, de luto riguroso portando sobre el pecho un escapulario. Su paso titular es la Virgen de la Soledad.
- El Encuentro: Es la cofradía que cuenta con mayor número de hermanos. Tiene banda de tambores y cornetas. Su paso representa el Encuentro de Jesús con su Madre y fue realizado en 1940 por el escultor calandino José Lamiel.

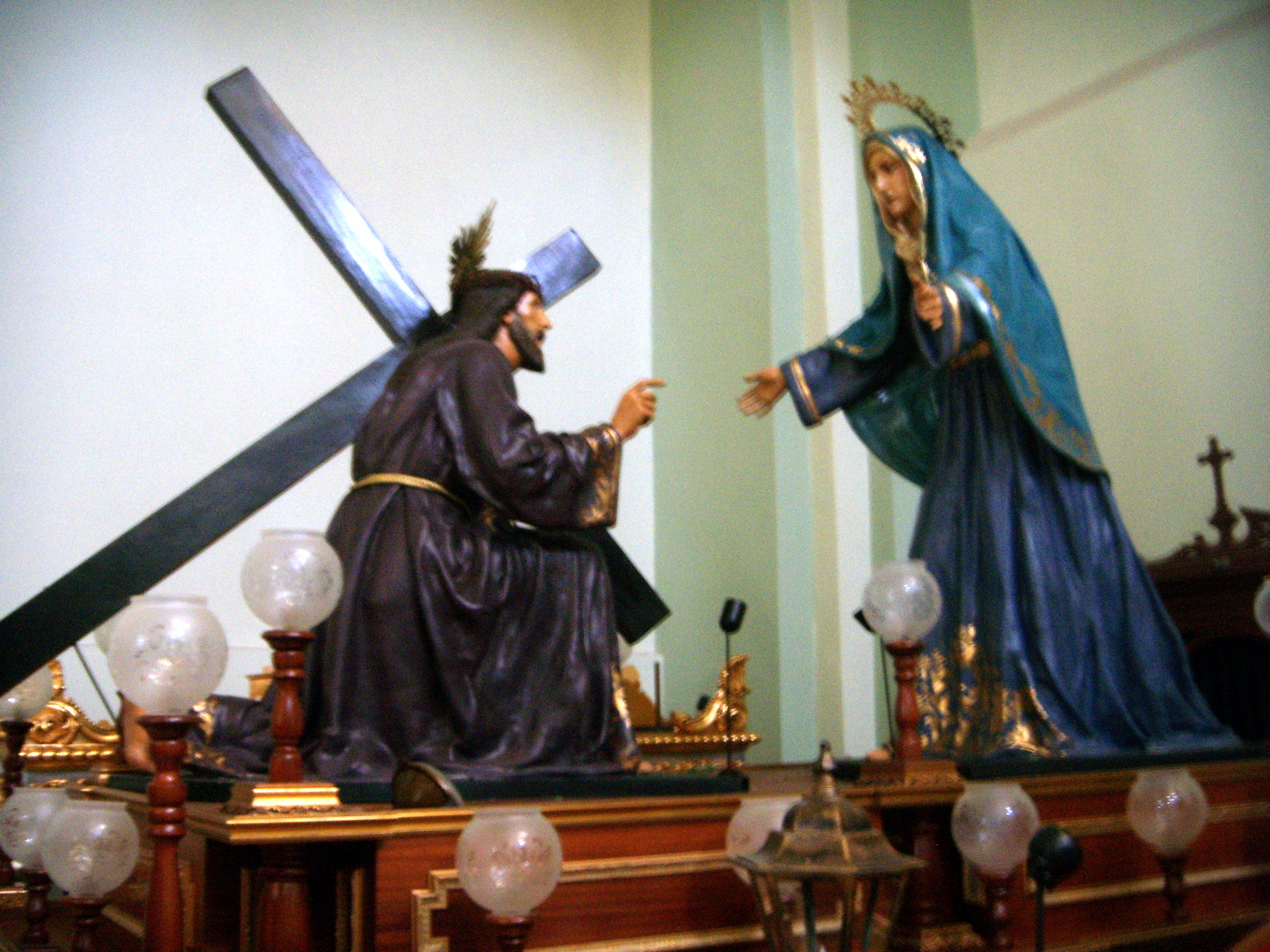
Paso de la cofradía El Encuentro, obra de José Lamiel

- El Santo Ángel: Impulsada por Vicente Allanegui, la cofradía a la que pertenece la juventud deportista calandina fue formada en 1950 por José Arbiol, presidente de Acción Católica, y otros jóvenes miembros de la asociación. Lleva el paso de San Juan. Su banda de tambores interpreta la marcha "El Cuatrero".
- El Nazareno: Formada en los años 1960. Su paso lleva una magnífica talla de Jesús Nazareno.
- El Cristo Crucificado: Aunque surgió en los años 1970 a través de una agrupación infantil, tomó su forma actual en 1993, adquiriendo para su fundación una talla de Cristo crucificado en agonía, obra de los Hermanos Albareda, de Zaragoza.
- Santa María Magdalena: Vinculada a una tía de Eloy Crespo, es la cofradía en la que están representadas todas las mujeres casadas de Calanda. Llevan el paso de María Magdalena; visten de luto riguroso.
- San Pedro: Formada por jóvenes del pueblo, sus miembros llevan símbolos propios de la iconografía de San Pedro, como las llaves y el gallo; visten una llamativa capa roja.
- Jesús entrando en Jerusalén: Fundada en 1991 por más de 50 familias del pueblo, lleva el paso de La Entrada Triunfal de Jesús en Jerusalén, conocida popularmente como "La Burrica". Se encarga de la procesión de Domingo de Ramos.

Domingo de Ramos
- - Salida del Coro de los Despertadores
  - Procesión de la Entrada de Jesús en Jerusalén
  - Viacrucis al Monte Calvario
  - Pregón de la Semana Santa

Jueves Santo

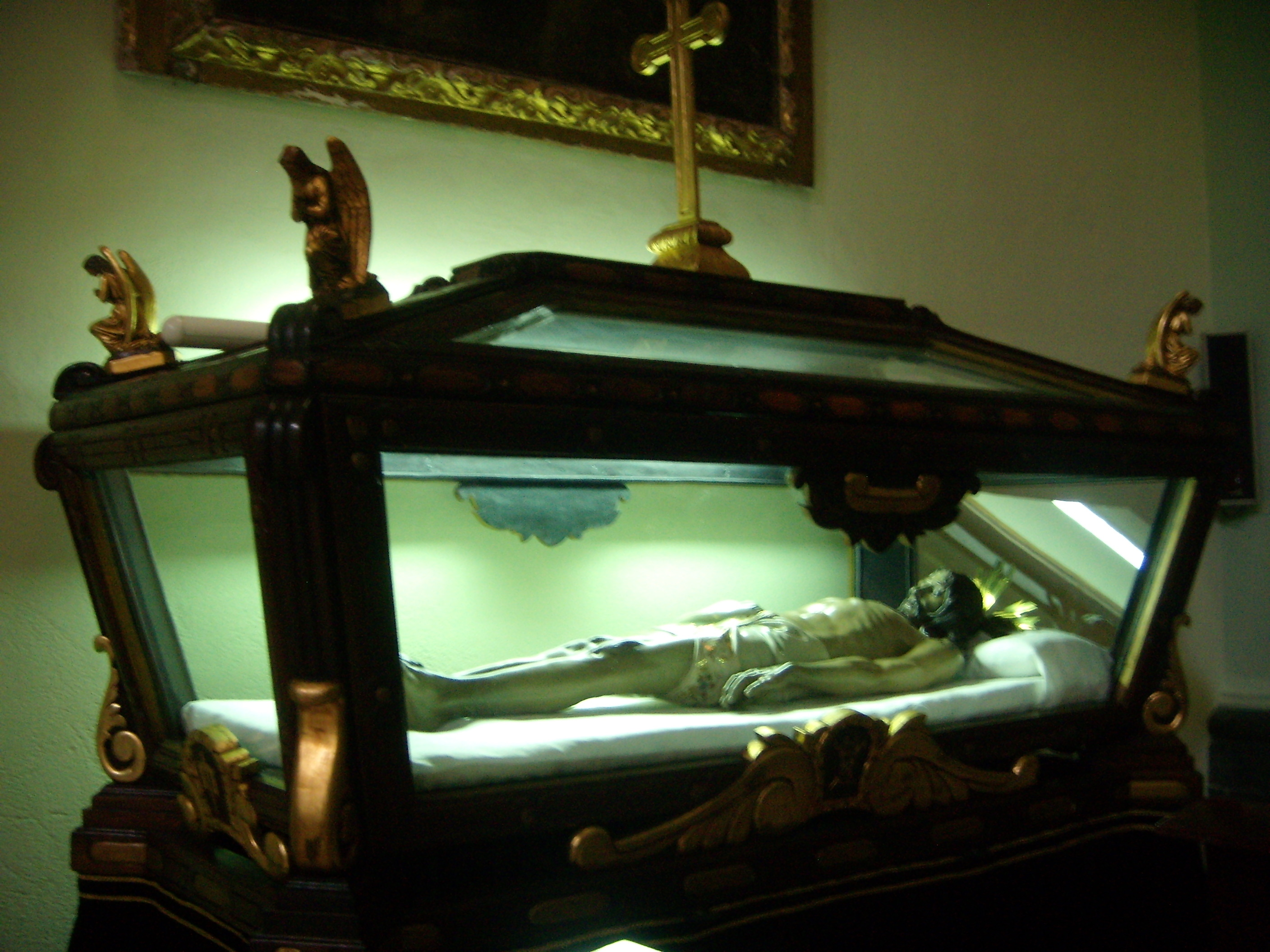
Paso de la cofradía El Santísimo, fundada en el

- Celebración de la Cena del Señor, en la iglesia de Nuestra Señora de la Esperanza
- Viacrucis de los tamborileros al Monte Calvario

Viernes Santo
- Viacrucis de mujeres
- Concentración de tamborileros en la plaza de España
- Rompida de la Hora
- Procesión del Pregón
- Celebración en la iglesia de Nuestra Señora de la Esperanza de la Muerte del Señor
- Procesión de la Soledad
- Reanudación de los redobles

Sábado Santo
- Procesión del Santo Entierro
- Homenaje a Vicente Allanegui y final de redobles
- Celebración en la Parroquia de la Vigilia de la Pascua de Resurrección

### Filmografía
Calanda ha sido objeto de estudio total o parcial de los siguientes documentales:
- 1966 - Calanda. Francia. Dirección: Juan Luis Buñuel. Emulsión: Blanco y negro. Duración: 21 min.
- 1984 - Buñuel. España. Dirección: Rafael Cortés. Emulsión: Color. Duración: 80 min.
- 2000 - A propósito de Buñuel. España-Francia-México. Dirección: José Luis López-Linares y Javier Rioyo. Emulsión: Color. Duración: 103 min.
- 2007 - Calanda, 40 años después. Francia. Dirección: Juan Luis Buñuel. Emulsión: Color, Blanco y negro. Duración: 20 min. Calle Mayor de Calanda.

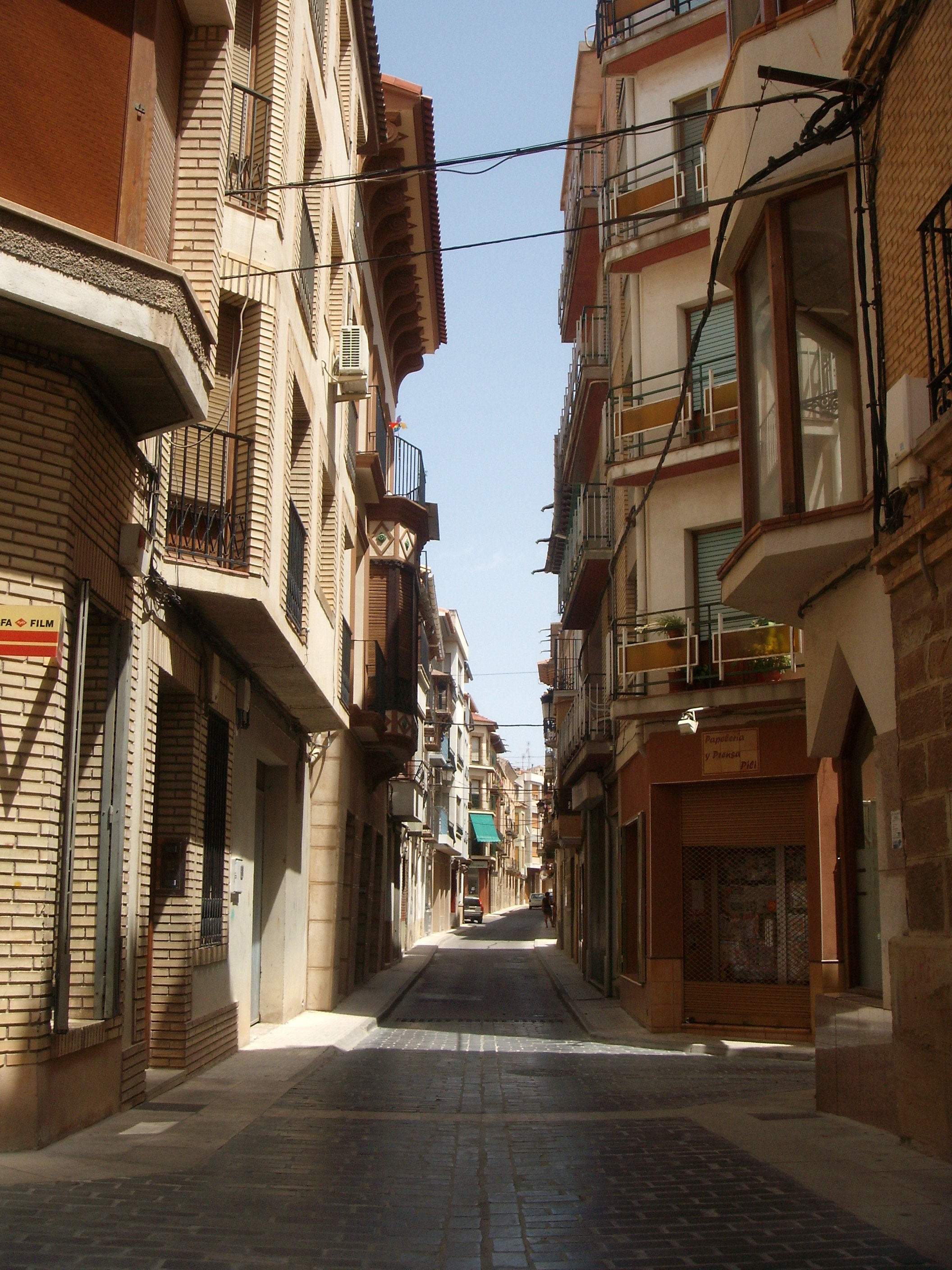
Calle Mayor de Calanda.

- 2008 - El último guion. Buñuel en la memoria. España-Alemania-México. Dirección: Gaizka Urresti y Javier Espada. Emulsión: Color. Duración: 120 min.
- 2008 - Sinfonía de Aragón. España. Dirección: Carlos Saura. Emulsión: Color. Duración: 15 min.

En 1967 Carlos Saura rodó en Calanda una escena de su película Peppermint frappé, dedicada a Luis Buñuel y con la inspiración puesta en los tambores de la villa.

### Clubes deportivos
- Club Deportivo Calanda (C.D. CALANDA)
- Asociación Deportiva Club de Pescadores El Estrechillo

## Ciudades hermanadas
- Frouzins (Francia).[21]

## Personas notables
En esta localidad han nacido prominentes figuras de la cultura española, como el cineasta Luis Buñuel (1900), el compositor barroco Gaspar Sanz (1640), el cardenal y escritor Antonio María Cascajares (1834), el filósofo Manuel Mindán (1902), el ensayista y filósofo del derecho Miguel Sancho Izquierdo (1890) o el pintor y escultor José Lamiel (1924). También ha visto crecer a la cineasta experimental Mercedes Gaspar (1964), primera mujer aragonesa en ganar el "Premio Goya" de la Academia de las Artes y las Ciencias Cinematográficas de España (AACCE) y primera persona en obtener dicho premio en la categoría de " Mejor cortometraje de animación" en 1995.